# Cuxhaven

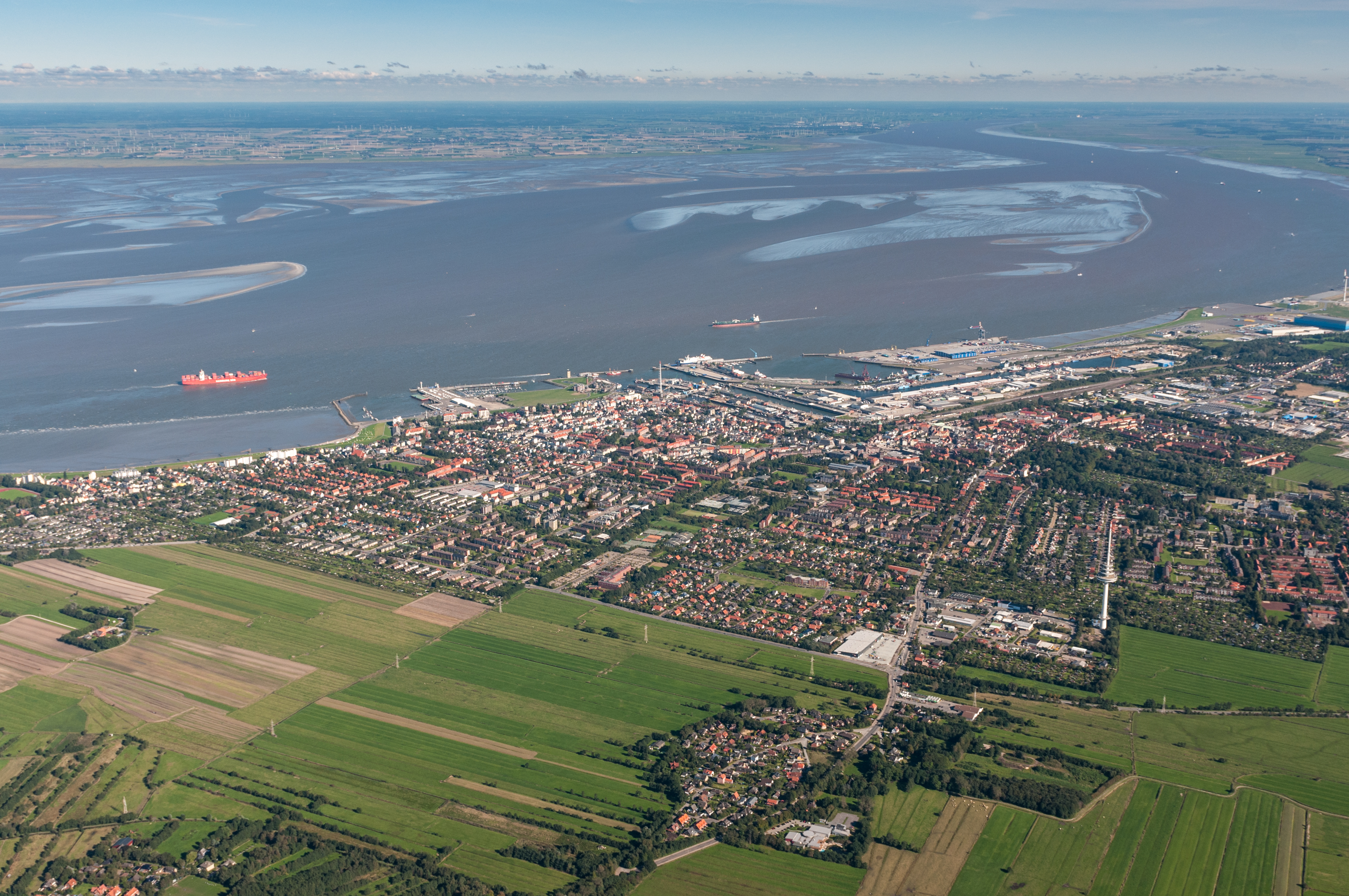
Cuxhaven mit Elbe, im Hintergrund Schleswig-Holstein

Cuxhaven [ˌkʊksˈhaːfn̩] (niederdeutsch Cuxhoben) ist eine Stadt an der Mündung der Elbe in die Nordsee. Es ist Kreisstadt des gleichnamigen Landkreises in Niedersachsen und zählt entsprechend seiner Einwohnerzahl nach dem Niedersächsischen Kommunalverfassungsgesetz zu den großen selbständigen Städten. Zugleich ist es nach Wilhelmshaven und Emden die drittgrößte niedersächsische Stadt an der Nordseeküste sowie das größte deutsche Seeheilbad. Die Stadt gehört zu den Metropolregionen Nordwest und Hamburg und ist laut Landesentwicklungsplan ein Mittelzentrum.
Der Fischereihafen Cuxhaven zählt zu den größten Fischereihäfen Deutschlands. Bis Ende 2008 befand sich hier die Schiffsmeldestation für Hamburg und für den Nord-Ostsee-Kanal. Große wirtschaftliche Bedeutung haben im Nordseeheilbad Cuxhaven der Kurbetrieb und Tourismus.
Die Hafensiedlung Cuxhaven und das Amt Ritzebüttel, das auf dem heutigen Gebiet der Stadt Cuxhaven lag, gehörten vom 13. Jahrhundert bis 1937 zu Hamburg. Das damals wichtigere und größere Ritzebüttel und Cuxhaven schlossen sich 1872 zum Ort Cuxhaven zusammen. Nordwestlich vor Cuxhaven liegt im Nationalpark Hamburgisches Wattenmeer die zu Hamburg gehörende Nordseeinsel Neuwerk mit den Nebeninseln Nigehörn und Scharhörn.
Das Wahrzeichen Cuxhavens ist die Kugelbake. Das hölzerne Seezeichen markiert an der Elbmündung den Übergang von der Unter- zur Außenelbe und damit die Grenze für die Binnenschifffahrt. Die Kugelbake ist auch das Motiv des Wappens der Stadt Cuxhaven.

## Geographie

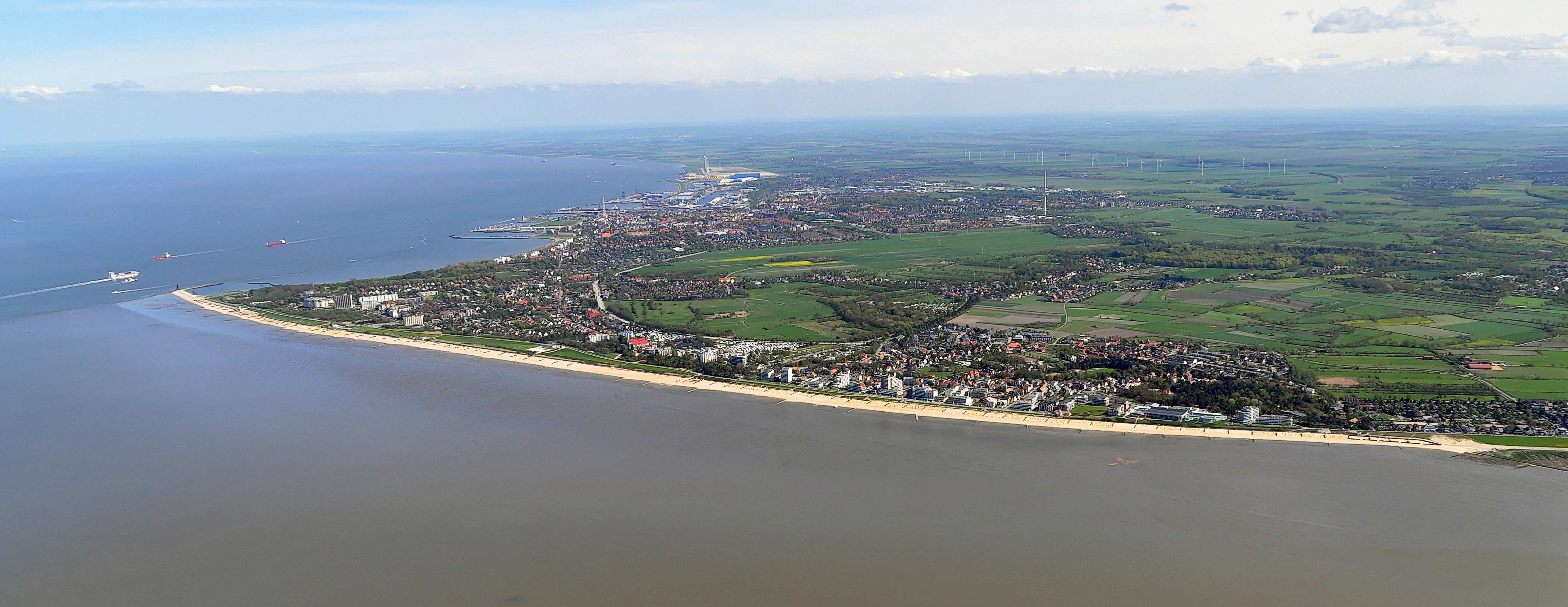
Blick von der Nordsee, mit langem Sandstrand

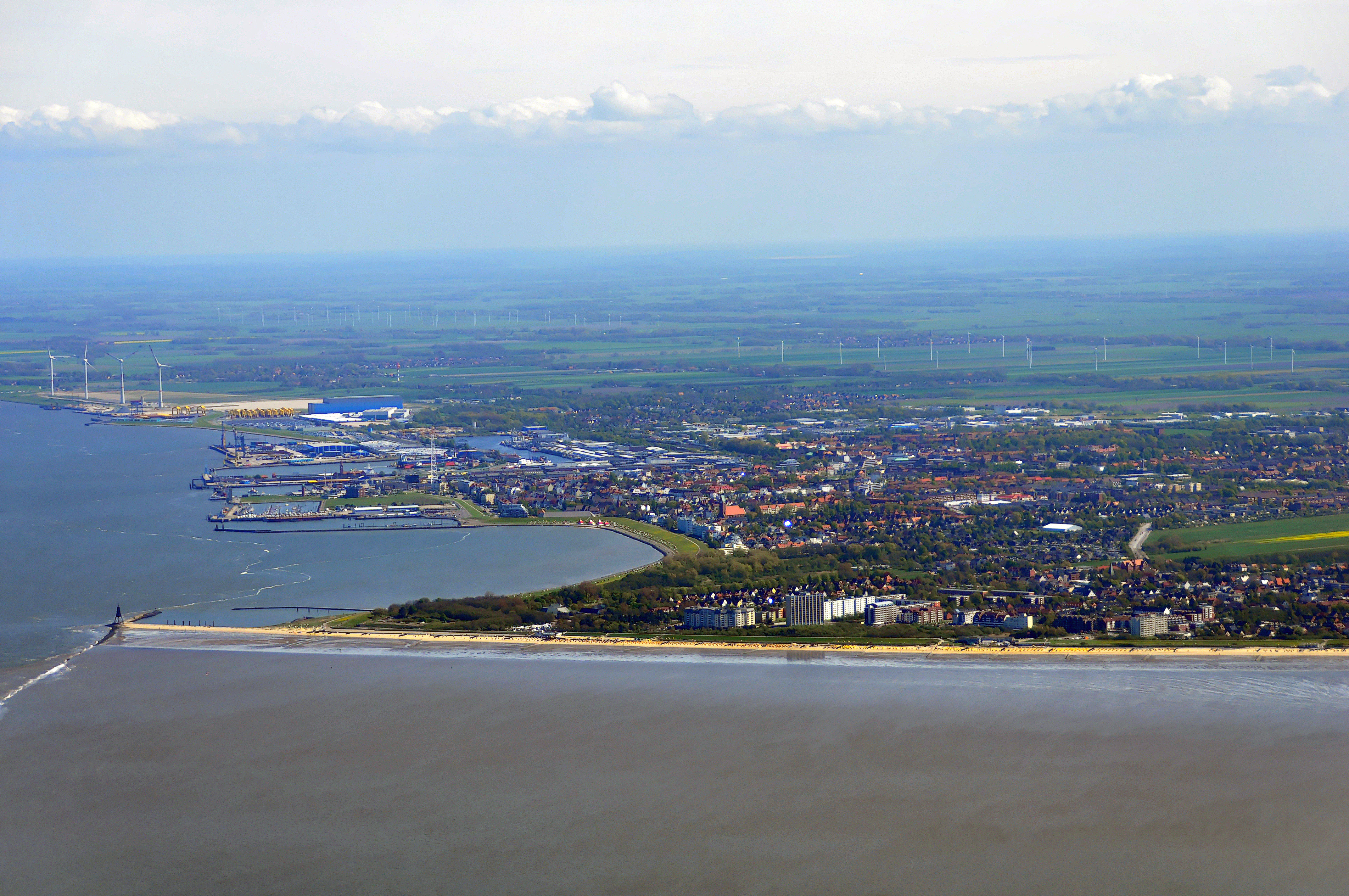
Blick von der Nordsee, mit Kugelbake links auf der Landspitze

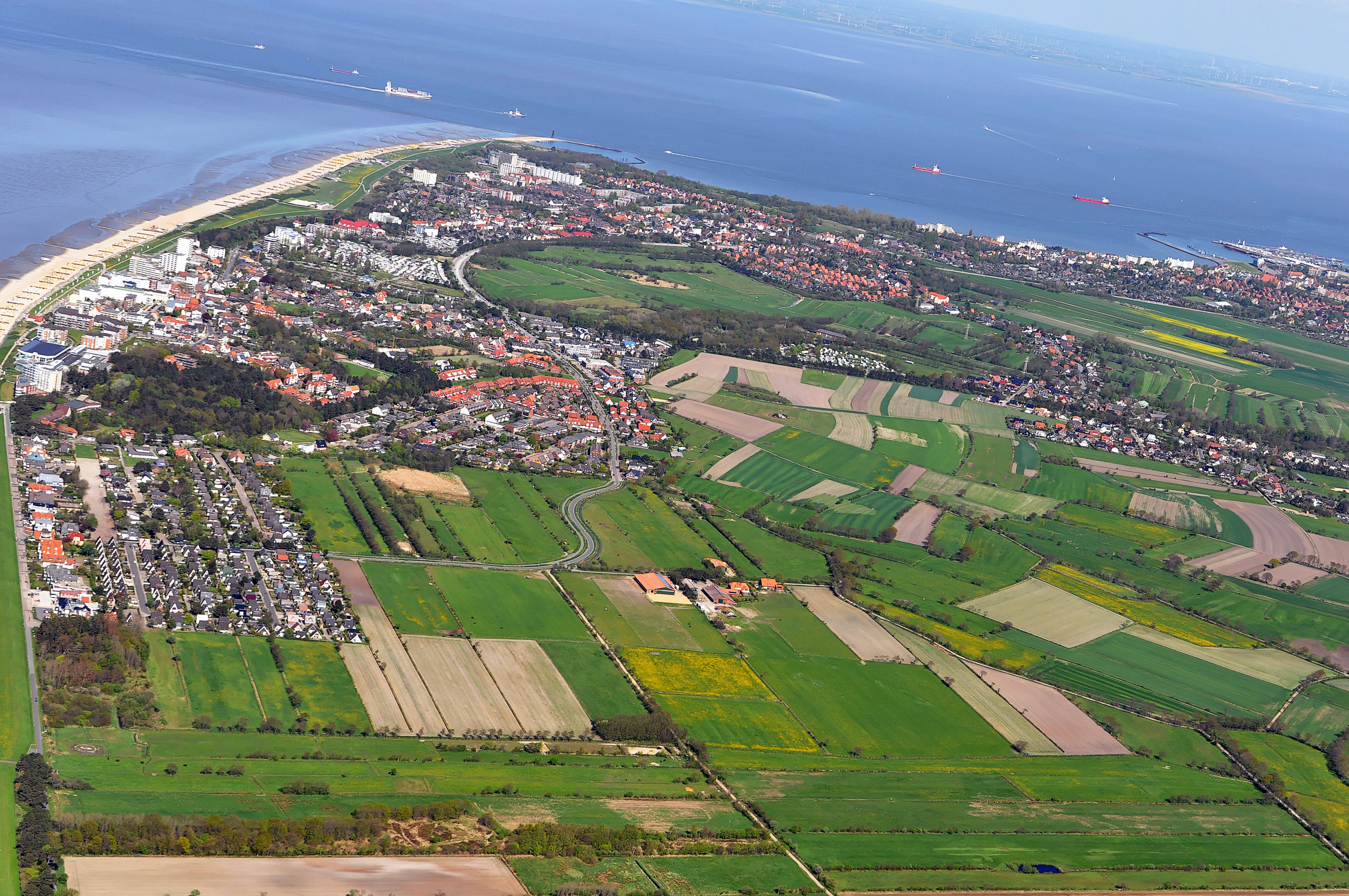
Kurgebiete

### Geographische Lage
Cuxhaven liegt an der nördlichen Spitze Niedersachsens und ist an zwei Seiten von Wasser umgeben. Im Ortsteil Döse befindet sich der nördlichste Punkt Niedersachsens. Diese geographische Lage verleiht der Stadt für den Tourismus einen besonderen Reiz, beschert ihr aber hinsichtlich der wirtschaftlichen Verbindung zum Hinterland auch besondere Probleme.
Höchste Erhebung im Stadtgebiet ist die Altenwalder Höhe (37,5 m ü. NHN); früher Standort der Altenwalder Burg auf einem altsächsischen Gräberfeld.
Bedingt durch die Randlage und die historische Zugehörigkeit der Stadt zu Hamburg entwickelten sich zwei Wirtschaftsschwerpunkte: die Fischerei und der Tourismus. Cuxhaven umfasst neben der Kernstadt eine Reihe eingemeindeter Dörfer, die sich auf einer vergleichsweise großen Fläche verteilen. Während sich vom alten Cuxhavener Zentrum um das Lotsenviertel und Schloss Ritzebüttel ausgehend der Hafen entwickelte, bilden die westlich etwas abseitig von diesem Zentrum gelegenen, zum Stadtgebiet gehörenden Kurorte Döse, Duhnen und Sahlenburg den Schwerpunkt des Fremdenverkehrs.

### Stadtgliederung
Die Stadt Cuxhaven ist eine Einheitsgemeinde und gliedert sich in folgende Stadtteile:
- Kernstadt Cuxhaven mit Ritzebüttel, Lotsenviertel (ehem. Alt-Cuxhaven), Dobben, Lehfeld, Grimmershörn und weiteren Ortschaften
- Altenbruch
- Altenwalde
  - Gudendorf
  - Franzenburg
  - Oxstedt
- Berensch-Arensch
  - Arensch
  - Berensch
- Döse
  - Musikerviertel
- Duhnen
- Groden
- Holte-Spangen
- Lüdingworth
  - Feuerstätte
  - Köstersweg mit Lüderskoop
  - Seehausen
- Sahlenburg
- Stickenbüttel
- Süder-/Westerwisch

Einige Stadtteile bilden zusätzlich Ortschaften nach dem Niedersächsischen Kommunalverfassungsgesetz.

### Gemarkungen

Gliederung der Stadt Cuxhaven in 15 Gemarkungen

Das Gebiet der Stadt Cuxhaven gliedert sich flächendeckend in 15 Gemarkungen, die in ihrer Ausdehnung durchweg ehemaligen Gemeinden entsprechen:
| Gmk.- schlüssel | Gemarkung              | Fläche   | Bev. 2011 | Lage |
| --------------- | ---------------------- | -------- | --------- | ---- |
| 030303          | Duhnen                 | 577,64   | 1064      | ⊙    |
| 030304          | Stickenbüttel          | 318,28   | 998       | ⊙    |
| 030305          | Sahlenburg             | 938,06   | 2904      | ⊙    |
| 030306          | Holte-Spangen          | 410,14   | 318       | ⊙    |
| 030307          | Berensch-Arensch       | 1741,03  | 432       | ⊙    |
| 030308          | Altenwalde             | 947,49   | 3367      | ⊙    |
| 030309          | Oxstedt                | 797,26   | 731       | ⊙    |
| 030310          | Franzenburg            | 323,86   | 1483      | ⊙    |
| 030401          | Döse                   | 482,68   | 10715     | ⊙    |
| 030402          | Süder- und Westerwisch | 468,85   | 4551      | ⊙    |
| 030403          | Cuxhaven               | 760,16   | 13355     | ⊙    |
| 030404          | Groden                 | 819,96   | 2720      | ⊙    |
| 030406          | Altenbruch             | 3441,81  | 4017      | ⊙    |
| 030407          | Gudendorf              | 433,43   | 776       | ⊙    |
| 030408          | Lüdingworth            | 3719,05  | 1774      | ⊙    |
|                 | Stadt Cuxhaven         | 16179,70 | 49205 1   |      |

### Nachbargemeinden
| Stadtteil Neuwerk (Hamburg) |                                             | |
|                             | Kompassrose, die auf Nachbargemeinden zeigt | Otterndorf (Samtgemeinde Land Hadeln)                                                                        |
| Wurster Nordseeküste        |                                             | Neuenkirchen (Samtgemeinde Land Hadeln) Nordleda (Samtgemeinde Land Hadeln) Wanna (Samtgemeinde Land Hadeln) |

### Klima
In Cuxhaven herrscht feuchtgemäßigtes Klima mit warmen Sommern (Köppen-Geiger: Cfb). Durch die maritime Lage der Stadt sind die Sommer im mitteleuropäischen Vergleich sehr mild; so lag im August die Tageshöchsttemperatur im Mittel der Jahre 1991 bis 2020 nur bei etwa 21,6 °C.
|                        | Jan  | Feb  | Mär  | Apr  | Mai  | Jun  | Jul  | Aug  | Sep  | Okt  | Nov  | Dez  |   |       |
| Mittl. Temperatur (°C) | 2,7  | 2,9  | 5,0  | 8,8  | 12,6 | 15,7 | 18,0 | 18,2 | 15,1 | 10,9 | 6,4  | 3,6  | ⌀ | 10    |
| Mittl. Tagesmax. (°C)  | 4,5  | 4,9  | 7,8  | 12,3 | 16,1 | 19,0 | 21,4 | 21,6 | 18,2 | 13,5 | 8,4  | 5,4  | ⌀ | 12,8  |
| Mittl. Tagesmin. (°C)  | 0,7  | 0,8  | 2,5  | 5,9  | 9,6  | 12,7 | 15,1 | 15,3 | 12,4 | 8,4  | 4,4  | 1,7  | ⌀ | 7,5   |
|                        |      |      |      |      |      |      |      |      |      |      |      |      |   |       |
| Niederschlag (mm)      | 69,1 | 53,1 | 48,4 | 36,8 | 52,1 | 77,1 | 84,8 | 90,6 | 80,8 | 84,2 | 71,5 | 78,6 | Σ | 827,1 |
|                        |      |      |      |      |      |      |      |      |      |      |      |      |   |       |
| Sonnenstunden (h/d)    | 1,5  | 2,5  | 4,2  | 6,4  | 7,5  | 7,3  | 7,4  | 6,8  | 5,2  | 3,5  | 1,8  | 1,2  | ⌀ | 4,6   |

| 0,7 |

| 0,8 |

| 2,5 |

| 5,9 |

| 9,6 |

| 12,7 |

| 15,1 |

| 15,3 |

| 12,4 |

| 8,4 |

| 4,4 |

| 1,7 |

| 0,7 |

| 0,8 |

| 2,5 |

| 5,9 |

| 9,6 |

| 12,7 |

| 15,1 |

| 15,3 |

| 12,4 |

| 8,4 |

| 4,4 |

| 1,7 |

|                        | Jan  | Feb  | Mär  | Apr  | Mai  | Jun  | Jul  | Aug  | Sep  | Okt  | Nov  | Dez  |   |       |
| Mittl. Temperatur (°C) | 1,1  | 1,5  | 3,8  | 7,0  | 11,8 | 15,0 | 16,6 | 16,9 | 14,3 | 10,4 | 5,8  | 2,6  | ⌀ | 8,9   |
| Mittl. Tagesmax. (°C)  | 3,0  | 3,5  | 6,4  | 10,2 | 15,3 | 18,4 | 19,6 | 20,1 | 17,3 | 13,1 | 7,9  | 4,4  | ⌀ | 11,6  |
| Mittl. Tagesmin. (°C)  | −1,0 | −0,6 | 1,4  | 4,2  | 8,6  | 12,0 | 13,8 | 13,9 | 11,5 | 8,0  | 3,7  | 0,6  | ⌀ | 6,4   |
|                        |      |      |      |      |      |      |      |      |      |      |      |      |   |       |
| Niederschlag (mm)      | 66,5 | 40,3 | 53,7 | 46,9 | 54,3 | 71,7 | 83,0 | 77,5 | 83,2 | 80,7 | 85,8 | 75,0 | Σ | 818,6 |
|                        |      |      |      |      |      |      |      |      |      |      |      |      |   |       |
| Sonnenstunden (h/d)    | 1,5  | 2,6  | 3,6  | 5,8  | 7,3  | 7,6  | 7,0  | 6,8  | 4,9  | 3,4  | 1,9  | 1,3  | ⌀ | 4,5   |
|                        |      |      |      |      |      |      |      |      |      |      |      |      |   |       |
| Regentage (d)          | 19,1 | 15,8 | 14,9 | 14,7 | 14,8 | 13,7 | 16,7 | 17,2 | 16,7 | 16,6 | 19,8 | 20,1 | Σ | 200,1 |
|                        |      |      |      |      |      |      |      |      |      |      |      |      |   |       |
| Wassertemperatur (°C)  | 4,0  | 3,5  | 5,0  | 7,7  | 12,8 | 15,8 | 18,5 | 18,9 | 15,8 | 12,2 | 7,5  | 4,3  | ⌀ | 10,5  |
|                        |      |      |      |      |      |      |      |      |      |      |      |      |   |       |
| Luftfeuchtigkeit (%)   | 88   | 85   | 83   | 80   | 76   | 77   | 78   | 78   | 80   | 84   | 87   | 88   | ⌀ | 82    |

| −1,0 |

| −0,6 |

| 1,4 |

| 4,2 |

| 8,6 |

| 12,0 |

| 13,8 |

| 13,9 |

| 11,5 |

| 8,0 |

| 3,7 |

| 0,6 |

| −1,0 |

| −0,6 |

| 1,4 |

| 4,2 |

| 8,6 |

| 12,0 |

| 13,8 |

| 13,9 |

| 11,5 |

| 8,0 |

| 3,7 |

| 0,6 |

Zum Ende des 20. und zu Anfang des 21. Jahrhunderts sind die Sommer in Cuxhaven deutlich wärmer geworden; lag im August die Tageshöchsttemperatur im Mittel der Jahre 1961–1990 noch bei ca. 20,1 °C, so betrug sie für den Bezugszeitraum 1991–2020 ungefähr 21,6 °C. Auch die Winter sind milder geworden; betrug die mittlere Tageshöchsttemperatur für die Jahre 1961–1990 im Januar etwa 3,0 °C, so lag sie für den Zeitraum 1991–2020 bei 4,5 °C.

## Geschichte

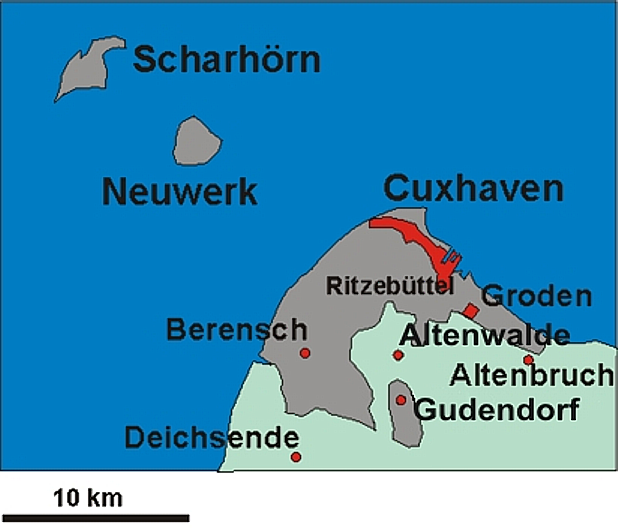
Amt Ritzebüttel der Freien Hansestadt Hamburg 1815–1937

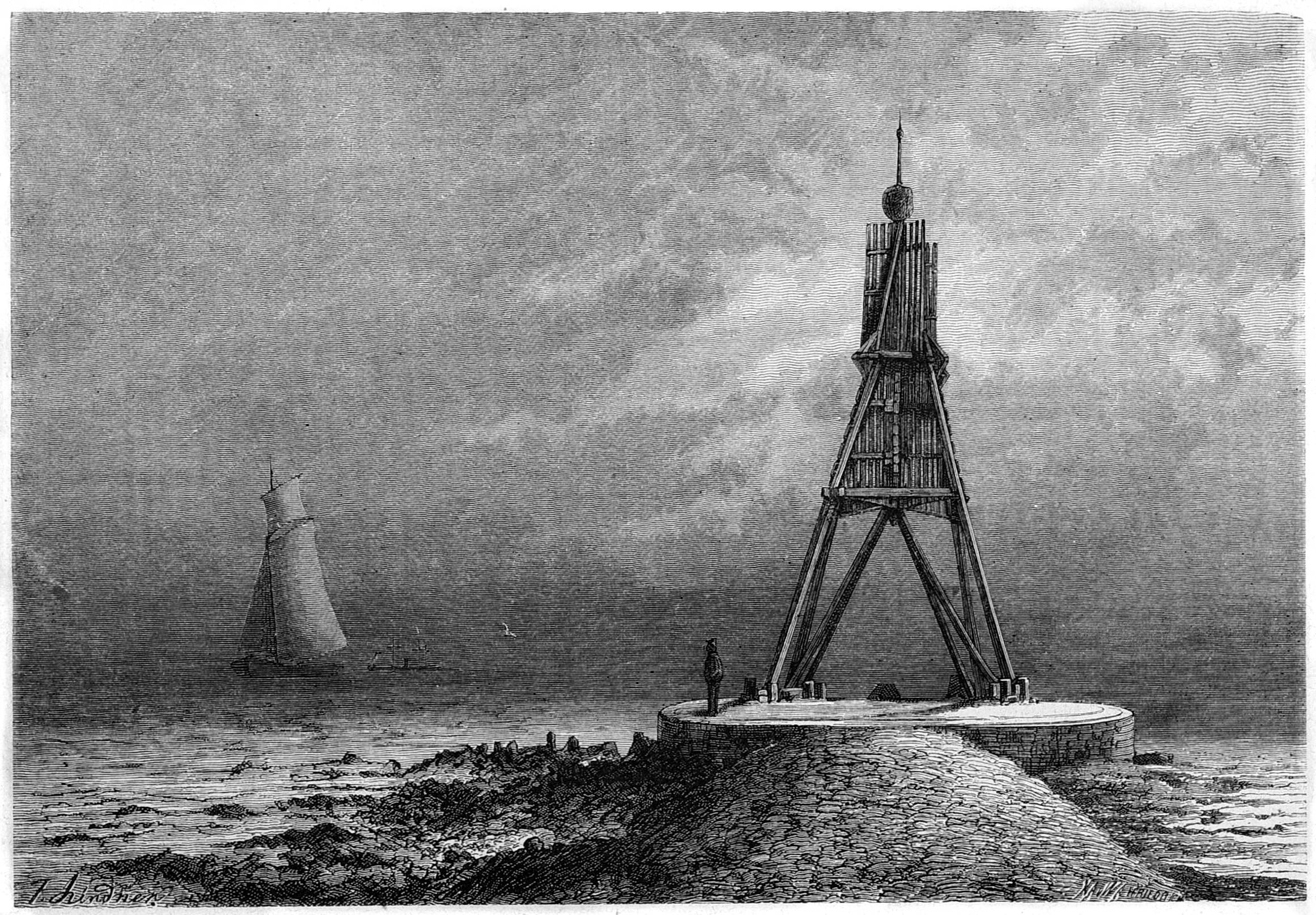
Kugelbake, 1880

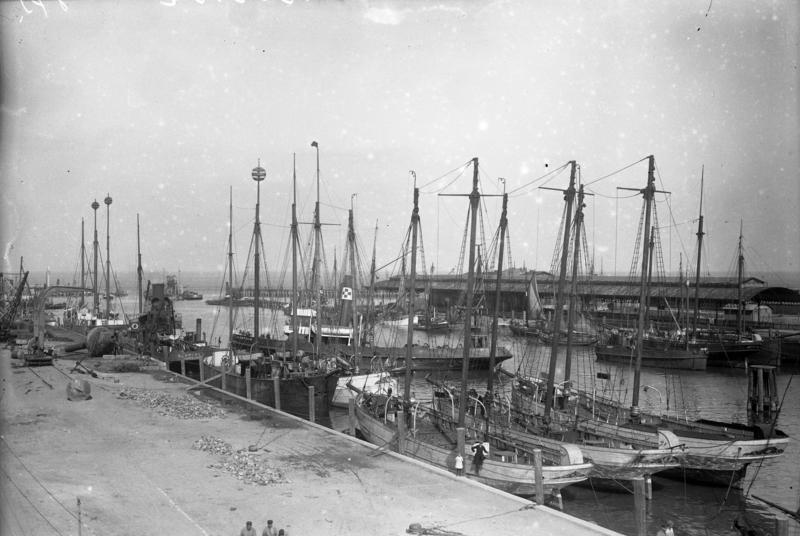
Schiffe im Hafen, 1928

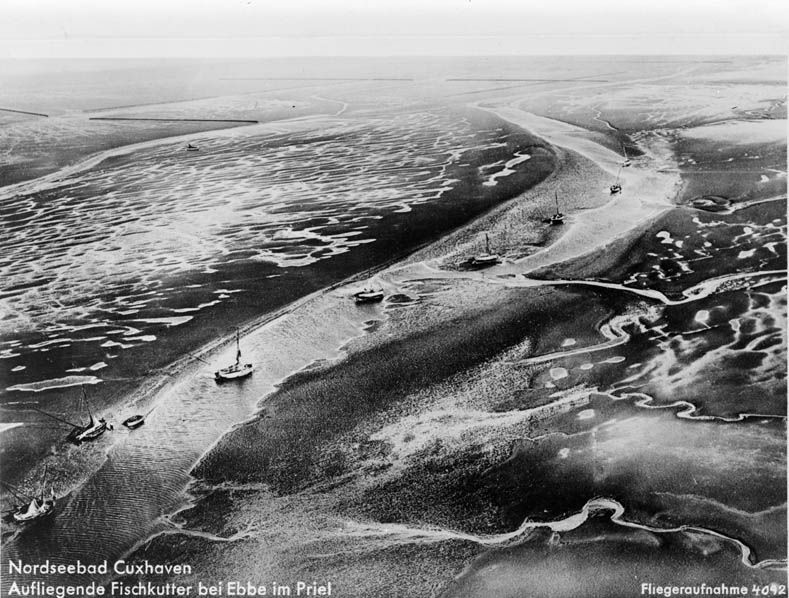
1934: „Aufliegende Fischkutter bei Ebbe im Priel“;
Fliegeraufnahme Nr. 4042, Reproduktion von Wilhelm Pietzsch

### Ortsname
Der erst spät überlieferte Name Cuxhaven wird herkömmlich auf das niederdeutsche Wort koog „eingedeichtes Land“ zurückgeführt. Dagegen sprechen aber die historischen Namensformen wie Kuckshafen (1570), Kukeshaven (1577) und Kuxhaven (1594) – erst um 1700 tritt auch Koogshaven auf –, deren -u- und -k- eine solche Herleitung kaum zulassen. Dem Bestimmungswort liegt daher viel eher germanisch *kuk- aus indogermanisch *gug- „Kugel, Buckel, Hügel“ zugrunde; namengebend dürfte dabei die erhöhte Lage auf dem Schwemmlandufer gewesen sein. Fraglich ist überdies, ob im Grundwort tatsächlich „Hafen“ steckt; möglich ist auch eine Umdeutung aus mittelniederdeutsch hove „Hof, Garten, Einzäunung“ oder mittelniederdeutsch hāge(n) „eingefriedetes Land“.

### Mittelalter
Während Urnenfunde und ein auf 4000 v. Chr. datiertes Großsteingrab eine lange Siedlungsgeschichte des Landstrichs belegen, ist die Stadt Cuxhaven im Vergleich zu anderen Städten Deutschlands noch relativ jung.
1394 traten die Herren Lappe das Schloss Ritzebüttel an Hamburg ab. In den folgenden Jahrhunderten war Ritzebüttel ein hamburgischer Stützpunkt gegen die Piraterie und ein Schutzhafen. 1530 und 1570 wurden zwei Köge eingedeicht, die im 17. Jahrhundert noch erweitert wurden, dann aber durch den Elbstrom bis 1785 wieder völlig verlorengingen.

### Entwicklung des Stadtgebiets

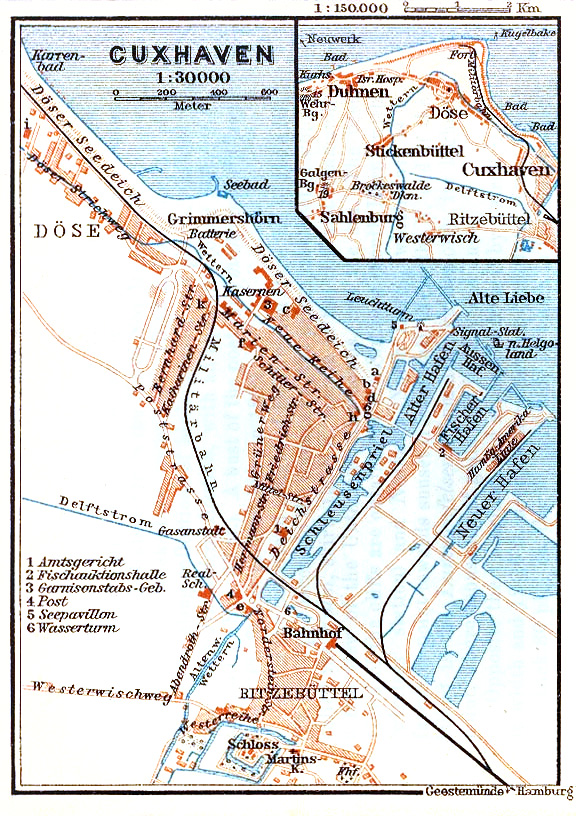
Stadtplan von Cuxhaven, 1910

Der Flecken Ritzebüttel wurde am 4. Dezember 1872 mit der Hafensiedlung Cuxhaven zur hamburgischen Landgemeinde Cuxhaven vereinigt.
Zur Durchsetzung der Kontinentalsperre wurden 1812 das Fort Napoleon und das Fort du Phare bei Cuxhaven errichtet. Nach der Reichseinigung wurde Cuxhaven auch militärisch bedeutsam. 1883 wurden die ersten Marineeinheiten stationiert. Fort Kugelbake (1869 und 1879) und Fort Thomsen (1905/08) sollten die Elbmündung und die Zufahrt zum neuen Nord-Ostsee-Kanal sichern.
In der zivilen Schifffahrt war ab 1889 eine Anlage der Hamburg-Amerika-Linie bedeutsam, von der nicht nur Linienverkehr über den Atlantik führte, sondern auch 1891 auf der Augusta Victoria die erste Kreuzfahrt der Welt startete.
Mit der Eingemeindung von Döse (1905) war eine Einwohnerzahl von 10.000 erreicht. Am 15. März 1907 erhielt Cuxhaven die Stadtrechte (zur Geschichte Ritzebüttels von 1394 bis 1937 siehe dort). 1907 entstand nach Plänen von Friedrich Duge der Seefischmarkt und Duge war bis 1919 Fischerei-Inspektor.
Im Ersten Weltkrieg flogen britische Luftstreitkräfte von provisorischen Flugzeugträgern aus und mit Unterstützung der Royal Navy den Weihnachtsangriff am 25. Dezember 1914, um die Marinebasis in Cuxhaven und die Luftschiffe und Hangars auf dem Fliegerhorst Nordholz zu treffen. Wegen ungünstigen Wetters und vorzeitiger Entdeckung und Abwehr blieben die Schäden gering.
1922 wurde von der Arbeiterbewegung das Wohnungsbauunternehmen Cuxhavener Bauhütte gegründet. Die Bauhütte mit ihrem Geschäftsführer Karl Olfers (1888–1968) (SPD) baute im sozialen Wohnungsbau viele Wohnhäuser mit den Cuxhaven prägenden Klinkerfassaden.
Mit der Einführung der Hamburgischen Städteordnung am 2. Januar 1924 schied Cuxhaven aus der Landherrenschaft Ritzebüttel aus und war somit zusammen mit Hamburg, Geesthacht und Bergedorf eigenständige Stadt im Hamburger Staatsgebiet. Mit dem Groß-Hamburg-Gesetz von 1937 ging Cuxhaven von Hamburg an die preußische Provinz Hannover über. Hamburg behielt sich aber einige Rechte an den Häfen vor. So waren bis zum 1. Januar 1993 der Amerikahafen und das Steubenhöft hamburgisches Eigentum, obgleich sie zum Cuxhavener Stadtgebiet gehören. Eine Revierwache der Hamburger Wasserschutzpolizei befindet sich noch immer in Cuxhaven. Von 1933 bis 1945 war in der Villa Marienstraße 50 das Kreishaus der NSDAP mit dem Namen Karl-Kaufmann-Haus (Hamburger Gauleiter).
1925 wurde die Cuxhavener Omnibusgesellschaft (COG) von Walter Reineke gegründet mit Sitz im Wohn- und Geschäftshaus Deichstraße 9.
Vor größeren Bombenangriffen durch die Alliierten im Zweiten Weltkrieg blieb Cuxhaven verschont. Zwischen 1945 und 1964 wurden in der Nähe von Cuxhaven diverse experimentelle Raketenstarts durchgeführt.
Gemäß dem Cuxhaven-Vertrag vom 3. Oktober 1961 gingen am 1. Oktober 1969 die Inseln Neuwerk und Scharhörn zusammen mit Wattflächen wieder in den Besitz der Freien und Hansestadt Hamburg über, die plante, dort einen Tiefwasserhafen anzulegen. Niedersachsen erhielt im Gegenzug kleinere Flächen für die Erweiterung des Cuxhavener Fischereihafens. Am 28. Oktober 2005 unterzeichneten der niedersächsische Wirtschaftsminister Walter Hirche und der Hamburger Wirtschaftssenator Gunnar Uldall im Hamburger Rathaus den Staatsvertrag zur Aufhebung der Containersperrklausel. Damit wurde der Weg für eine unbeschränkte Weiterentwicklung des Cuxhavener Hafens freigemacht.
Bis 1977 war Cuxhaven eine kreisfreie Stadt; heute gehört sie zum neugebildeten Landkreis Cuxhaven und ist Sitz der Kreisverwaltung. Ihre heutige Fläche von 162 km², mit ca. 21 km Ost-West- und 14,5 km Nord-Süd-Ausdehnung, erreichte die Stadt durch zahlreiche Eingemeindungen zwischen 1935 und 1972.

Der Tag der Niedersachsen mit mehr als 300.000 Gästen fand 2007 vom 6. bis zum 8. Juli in Cuxhaven statt.

### Eingemeindungen
Die Landgemeinde Cuxhaven entstand am 4. Dezember 1872 aus dem Flecken Ritzebüttel und der Hafensiedlung Cuxhaven. 1905 wurde Döse eingemeindet und Cuxhaven wurde am 15. März 1907 zur Stadt.
Durch Inkrafttreten des Gesetzes über die Eingemeindung der Landgemeinden Groden, Westerwisch, Süderwisch, Stickenbüttel, Duhnen und Neuwerk mit Scharhörn vom 6. Februar 1935 wurden diese damals ebenfalls zum Land Hamburg gehörenden Gemeinden mit Wirkung zum 1. März 1935 dem Gebiet der Stadt Cuxhaven zugeordnet.
Die Gemeinden Holte-Spangen und Sahlenburg wurden am 1. Juni 1970 und Berensch-Arensch am 1. Februar 1971 eingemeindet. Altenbruch, Altenwalde und Lüdingworth folgten am 1. Juli 1972. Alle diese eingemeindeten Orte stammen aus dem Landkreis Land Hadeln.

### Einwohnerentwicklung

Einwohnerentwicklung von Cuxhaven von 1890 bis 2018 nach nebenstehender Tabelle bzw. zwei Werten für 1961 und 1970 aus den Anmerkungen

| Jahr | Einwohner | Quelle        |
| ---- | --------- | ------------- |
| 1890 | 04.905    | [ 15 ]        |
| 1910 | 14.888    | [ 16 ]        |
| 1925 | 17.648    | [ 15 ]        |
| 1933 | 22.094    | [ 15 ]        |
| 1939 | 31.046    | [ 15 ]        |
| 1946 | 42.850    | [ 15 ]        |
| 1950 | 46.861    | [ 15 ] [ 17 ] |
| 1956 | 43.700    | [ 17 ]        |
| 1960 | 43.300    | [ 15 ]        |
| 1970 | 044.564 ¹ | [ 14 ]        |

| Jahr | Einwohner | Quelle |
| ---- | --------- | ------ |
| 1975 | 60.353 ²  | [ 18 ] |
| 1980 | 58.666 ²  | [ 18 ] |
| 1985 | 56.504 ²  | [ 18 ] |
| 1990 | 56.090 ²  | [ 18 ] |
| 1995 | 55.229 ²  | [ 18 ] |
| 2000 | 53.391 ²  | [ 18 ] |
| 2005 | 52.095 ²  | [ 18 ] |
| 2010 | 50.492 ²  | [ 18 ] |
| 2015 | 48.264 ²  | [ 18 ] |
| 2020 | 48.326 ²  | [ 18 ] |

¹ Volkszählung vom 27. Mai ohne die später eingemeindeten Orte, mit diesen: 59.642 Einwohner

² jeweils zum 31. Dezember

## Politik

### Rat
Der Rat der Stadt Cuxhaven besteht aus 40 Mitgliedern. Dies ist die festgelegte Anzahl für eine Gemeinde mit einer Einwohnerzahl zwischen 40.001 und 50.000. Der Rat wird bei den Kommunalwahlen für jeweils fünf Jahre gewählt. Die aktuelle Amtszeit begann am 1. November 2021 und endet am 31. Oktober 2026.

Stimm- und sitzberechtigt im Rat ist außerdem der Oberbürgermeister.
- Linke: 1
- SPD: 14
- Grüne: 5
- Cuxhavener: 4
- Demokraten: 1
- FDP: 2
- CDU: 11
- AfD: 2

Die vergangenen fünf Kommunalwahlen ergaben direkt nach der Wahl die folgende Sitzverteilung:
| Kommunalwahl | SPD | CDU | Grüne | Die Cuxhavener | FDP | AfD | Linke | Die Demokraten | Fraktions-los | Gesamt   |
| ------------ | --- | --- | ----- | -------------- | --- | --- | ----- | -------------- | ------------- | -------- |
| 2021         | 14  | 11  | 5     | 4              | 2   | 2   | 1     | 1              | –             | 40 Sitze |
| 2016         | 13  | 14  | 4     | 4              | 1   | 3   | 1     | –              | –             | 40 Sitze |
| 2011         | 15  | 14  | 4     | 7              | 1   | –   | 1     | –              | –             | 42 Sitze |
| 2006         | 14  | 16  | 3     | 3              | 3   | –   | 1     | –              | –             | 40 Sitze |
| 2001         | 16  | 19  | 2     | 2              | 2   | –   | –     | –              | 1             | 42 Sitze |

### Oberbürgermeister

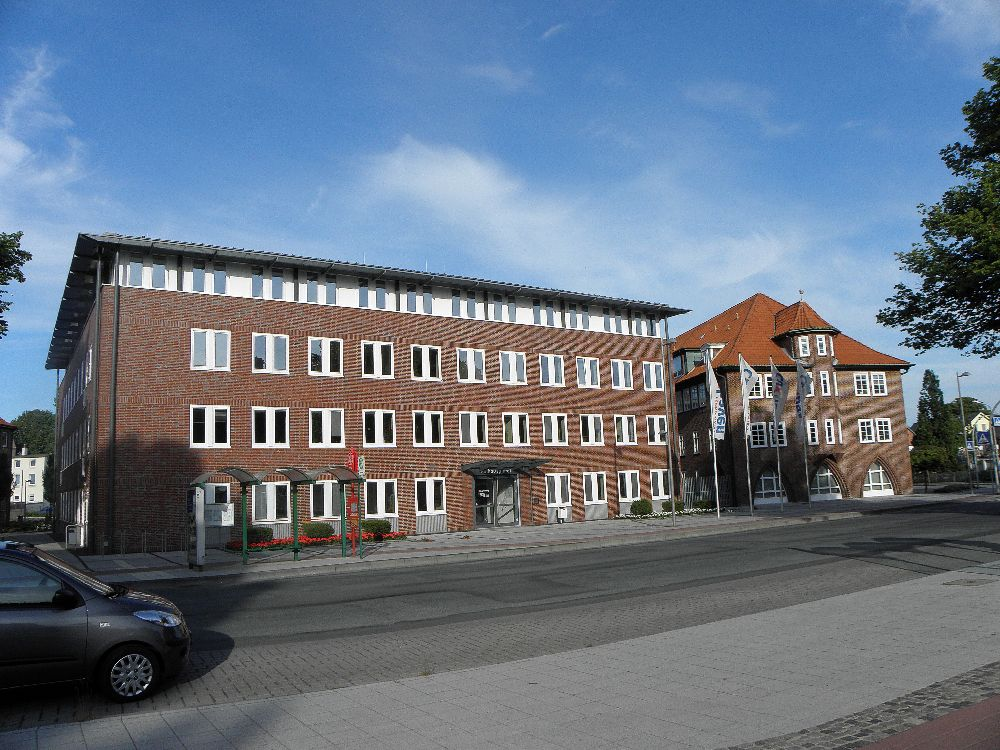
Rathaus Cuxhaven

Hauptamtlicher Oberbürgermeister ist seit dem 1. November 2019 Uwe Santjer (SPD) als Nachfolger von Ulrich Getsch. Er konnte am 26. Mai 2019 im ersten Wahlgang gegen Harald Zahrte und Hans-Jürgen Wendt mit 51 % die absolute Mehrheit erringen.

### Wappen und Flagge
Seit dem 20. Dezember 1912 hat die Stadt Cuxhaven offiziell ein Stadtwappen. Der Hamburger Senator Emil Mumssen als Landherr der Landherrenschaft Ritzebüttel genehmigte am 28. Januar 1913 das Wappen.
| Wappen von Cuxhaven | Blasonierung: „Das Wappen der Stadt zeigt die schwarze Kugelbake, deren Fuß von blauem Wasser umspült wird, in einem mit einer Mauerkrone mit drei Zinnen belegten goldenen Schilde.“ |
| Wappen von Cuxhaven | Wappenbegründung: Klemens Stadler meint hierzu in seinem Buch: „Die Wellen bezeichnen Elbmündung und Nordsee sowie die große Bedeutung der Schifffahrt und der Fischindustrie. Das Seezeichen der Kugelbake, ein aus Balken gezimmertes Gerüst, dient für die Stromeinfahrt. Sie wurde 1718 aufgestellt und gilt als örtliches Wahrzeichen.“ |

Die Flagge der Stadt Cuxhaven ist weiß-rot längsgestreift mit dem Stadtwappen in der Mitte. Die Farben der Stadt sind weiß-rot.

### Städtepartnerschaften
- Vannes, Frankreich, seit 1963
- Penzance, Vereinigtes Königreich, seit 1967
- Hafnarfjörður, Island, seit 1988
- Binz und Sassnitz auf Rügen, Deutschland, seit 1990

Seit 1987 bestand eine Städtepartnerschaft mit Nuuk, der Hauptstadt von Grönland. Aufgrund einer Gebiets- und Verwaltungsreform in Nuuk wurde sie im März 2011 beendet.
Weitere Partnerschaften werden von vier Cuxhavener Ortsteilen direkt gepflegt.
- Sulniac, Frankreich, seit 1986, Altenbruch
- Saint-Avé, Frankreich, seit 1988, Altenwalde
- Theix, Frankreich, seit 1995, Sahlenburg
- Elven, Frankreich, seit 1998, Lüdingworth

### Städtefreundschaften
- Piła, Polen, seit 1996
- Vilanova de Arousa, Spanien, seit 2001
- Ílhavo, Portugal, seit 2002
- Murmansk, Russland, seit 2004

## Kultur und Sehenswürdigkeiten

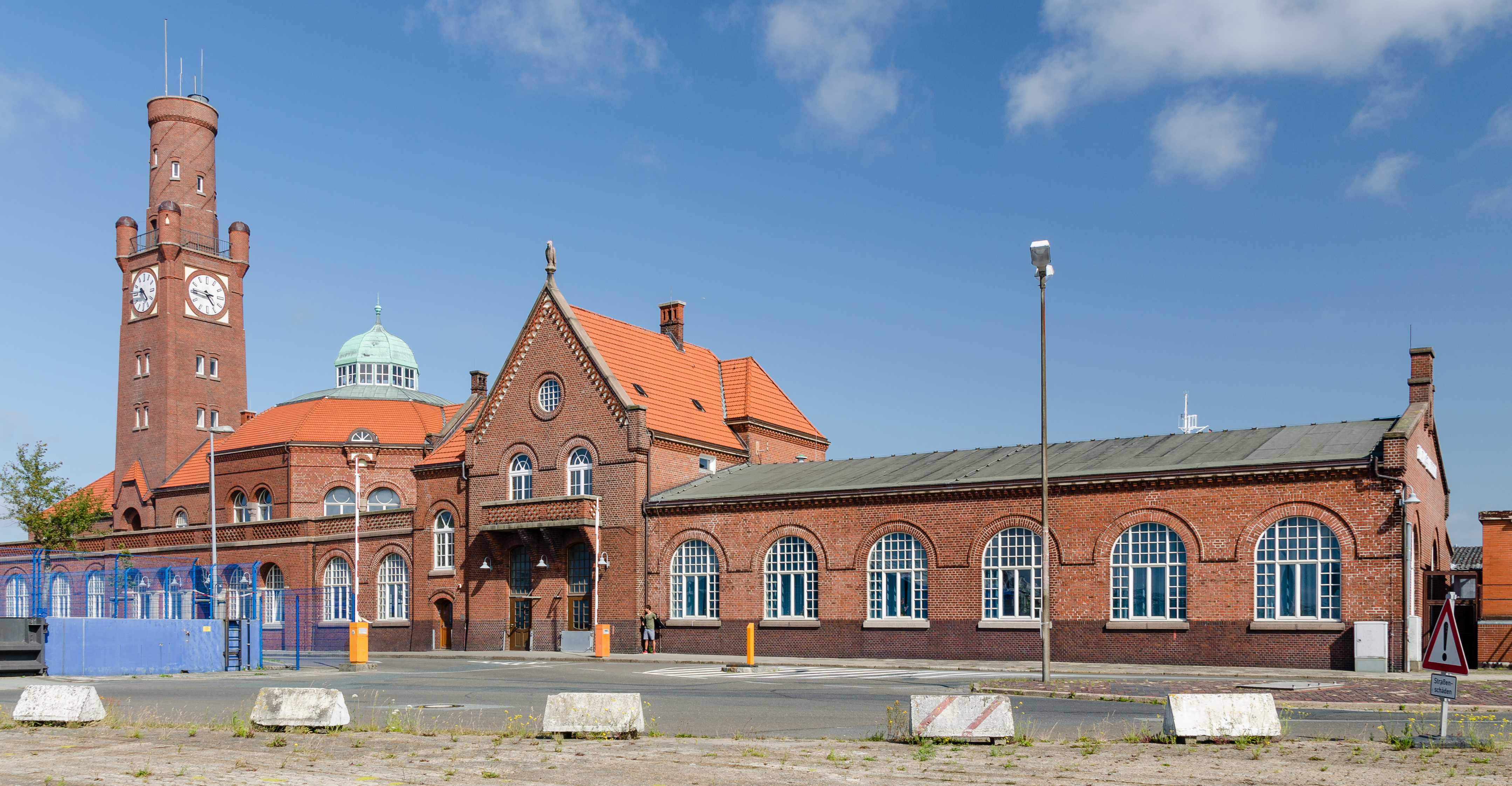
Hapag-Hallen

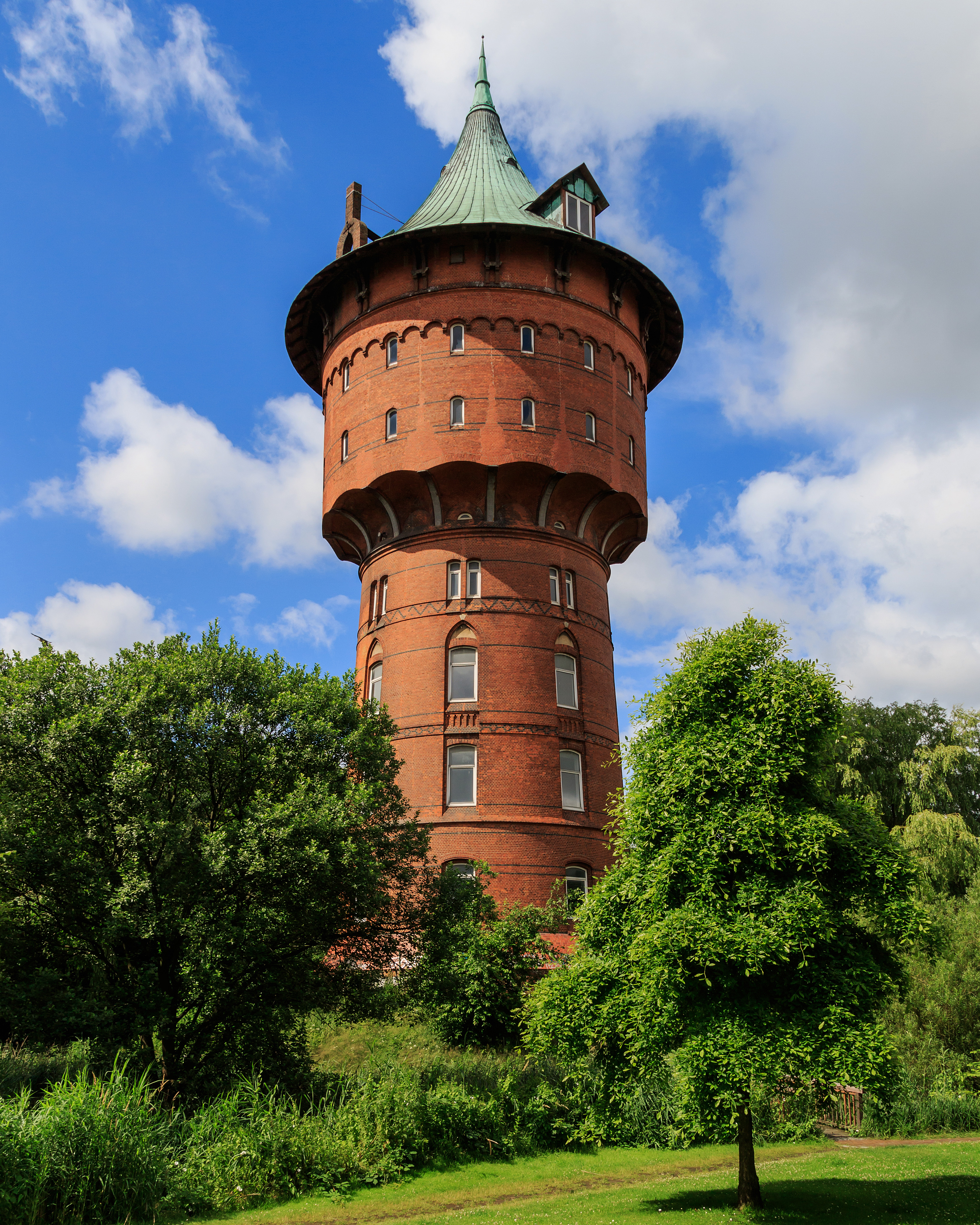
Wasserturm

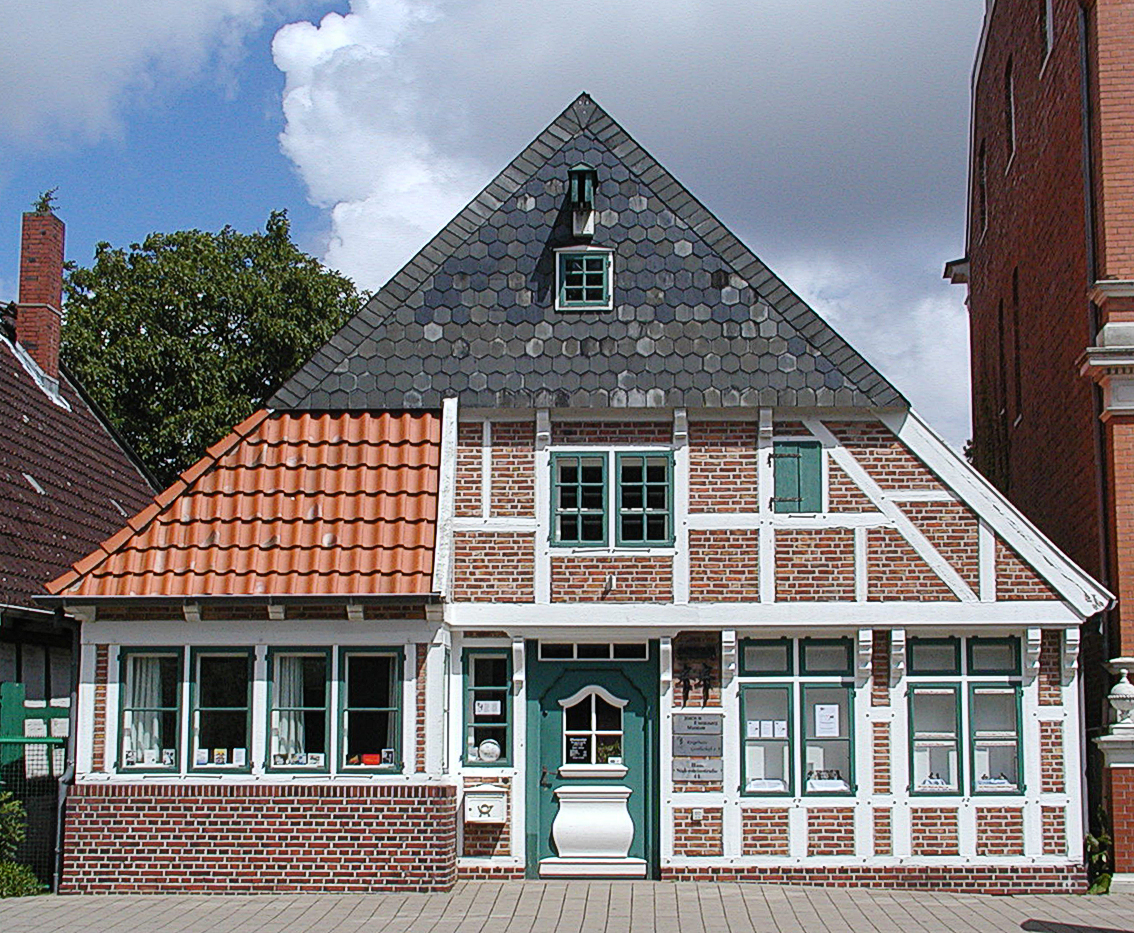
Ringelnatzmuseum Cuxhaven

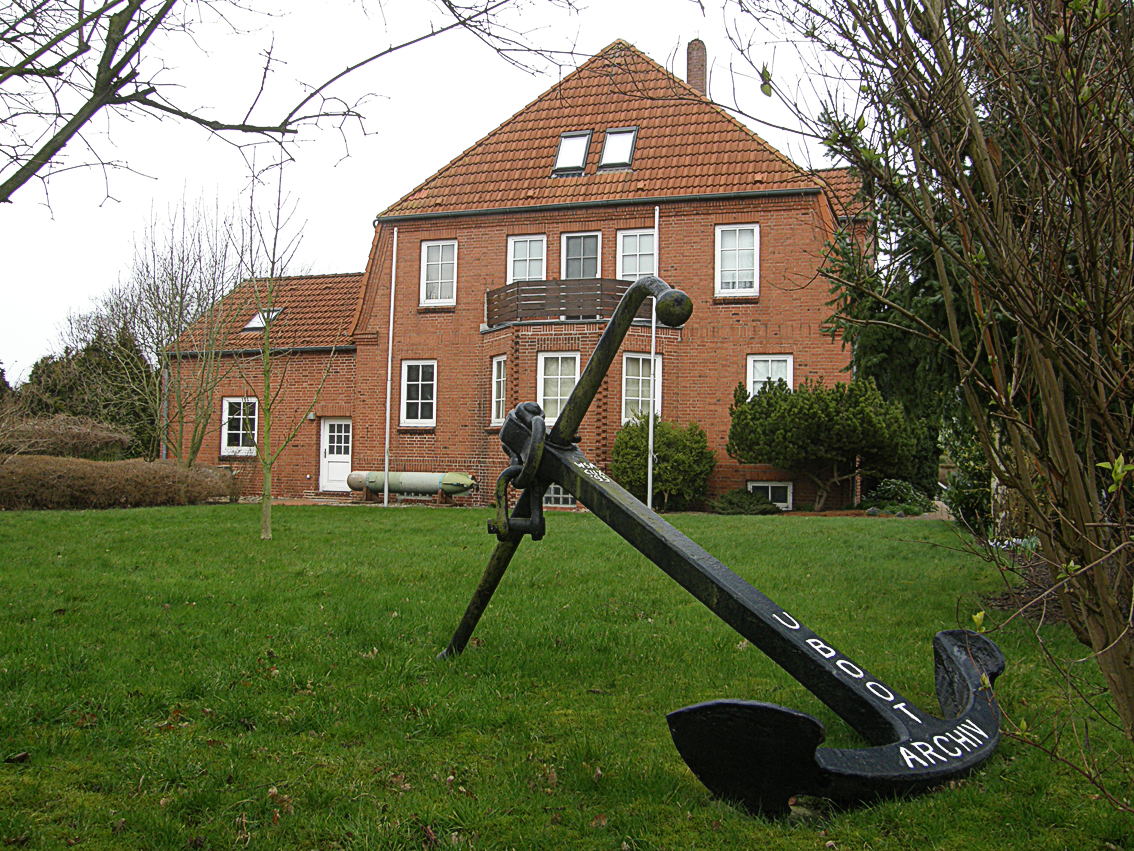
Deutsches U-Boot-Museum in Altenbruch

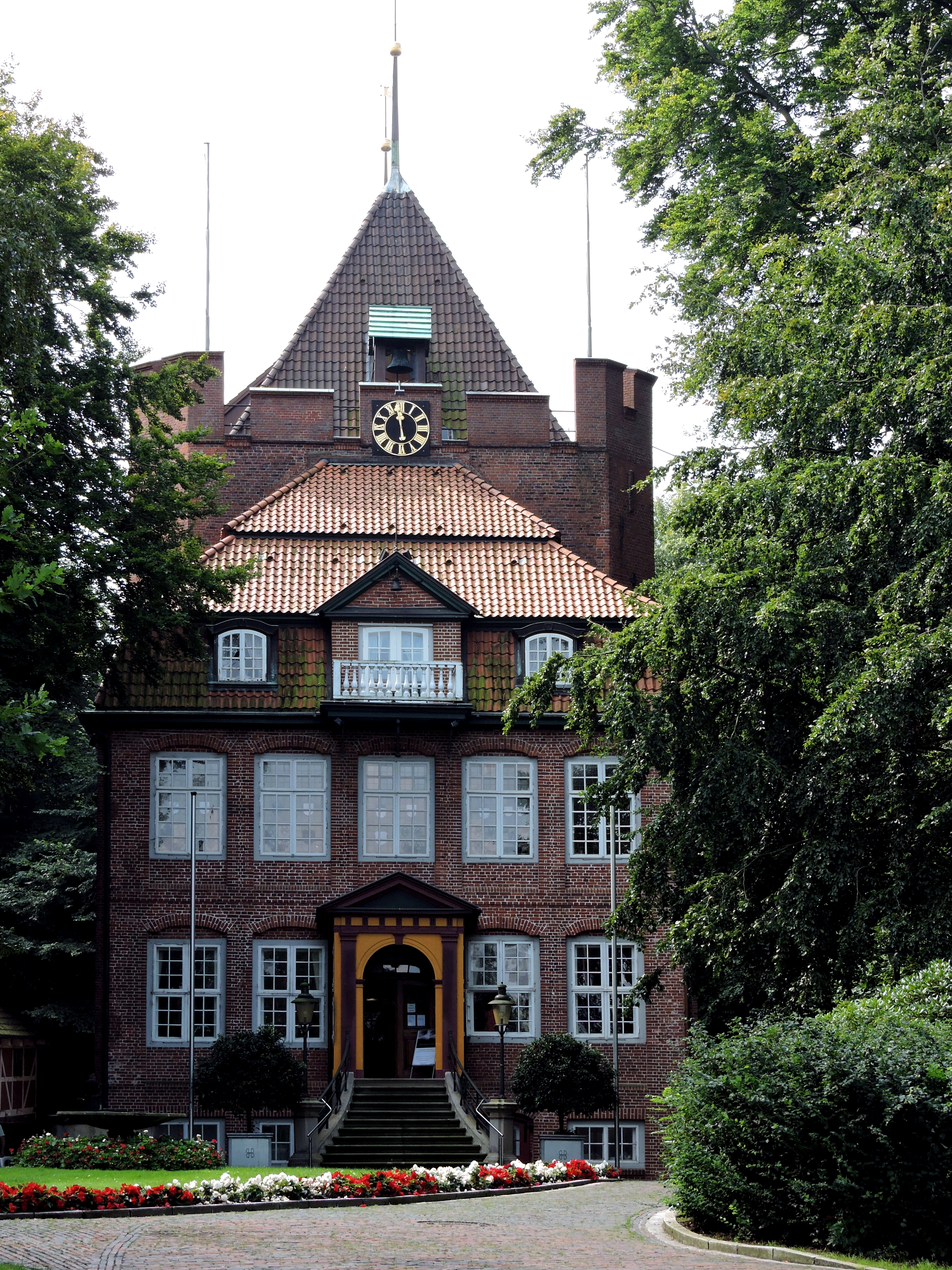
Schloss Ritzebüttel in Cuxhaven

### Bauwerke (Auswahl)

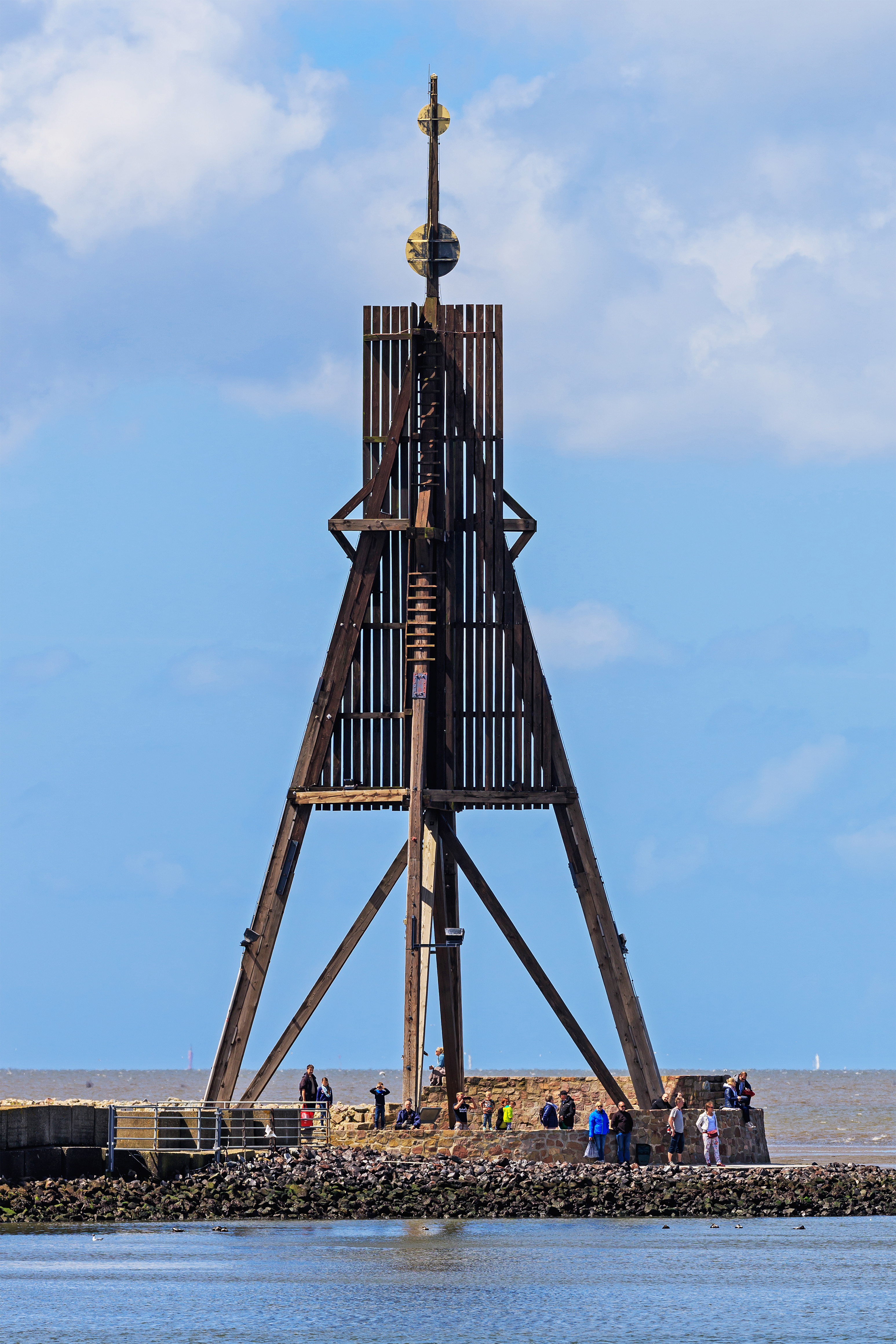
Kugelbake: Altes Seezeichen und Wahrzeichen der Stadt

- Alte Liebe, Elbpromenade und ehem. Anleger
- Hamburger Leuchtturm von 1804, hier seit 1981
- Wetterwarte Cuxhaven, Bei der Alten Liebe 1
- Windsemaphor Cuxhaven von 1884/1904
- Radarturm von 1958
- Joachim-Ringelnatz-Museum[27]
- Skulptur Vogelflug von 2002 beim Radarturm
- Schloss Ritzebüttel
- Größte existierende Windkraftanlage der Welt (nach dem ehem. Growian, der 1987 demontiert wurde)
- Kugelbake, Wahrzeichen Cuxhavens
- Turmhügelburg Galgenberg auf bronzezeitlichem Grabhügel bei Sahlenburg[28]
- Städtischer zentraler Friedhof Brockeswalde von 1931, erweitert 1970, mit denkmalgeschützter Trauerhalle und Krematorium von 1931/33 und Kriegsgräberfeld
- Friedhof Ritzebüttel von 1826, erweitert 1894, mit Friedhofshalle von 1968, Verwaltungsgebäude und verschiedenen Ehrenmalen sowie der österreichischen Enklave für Gefallene von 1864
- Ringwall Am Kirchhof bei Duhnen
- Grabhügel Twellberg bei Duhnen
- Grabhügel Spanger Berg bei Sahlenburg
- Wallanlage Burg bei Altenwalde
- Grabhügel bei Gudendorf
- Jüdischer Friedhof
- Wohn- und Geschäftshaus Südersteinstraße 38 (Reyesches Haus) von um 1780
- Gruppe Wohn- und Geschäftshäuser Catharinenstraße von um 1900 mit 32 Gebäuden
- Wohn- und Geschäftshäuser Bahnhofstraße 12 und 14 von 1904/05
- Wohnblock Holstenplatz von 1915 und 1926
- Wohnheim Elfenweg von 1927, heute Gewerbeaufsichtsamt
- Gruppe Wohnhäuser Karl-Olfers-Platz von 1928/30 nach Entwürfen der Architekten Richard Alberts und P. H. Noris
- Wohn- und Geschäftshaus Poststraße 20 bis 24 von 1929, Architekt Alberts
- Gruppe Wohnhäuser Delftstraße von 1928 bis 1930
- 9 denkmalgeschützte historisierende Häuser von um 1900 in der Nordersteinstraße (Nr. 21, 22, 24, 42–44 und 52–54) und die Stadt-Apotheke (Nr. 57)
- 14 Wohnhäuser von 1897 bis 1908 in der Neuen Reihe (Nr. 39–54)

#### Kirchen

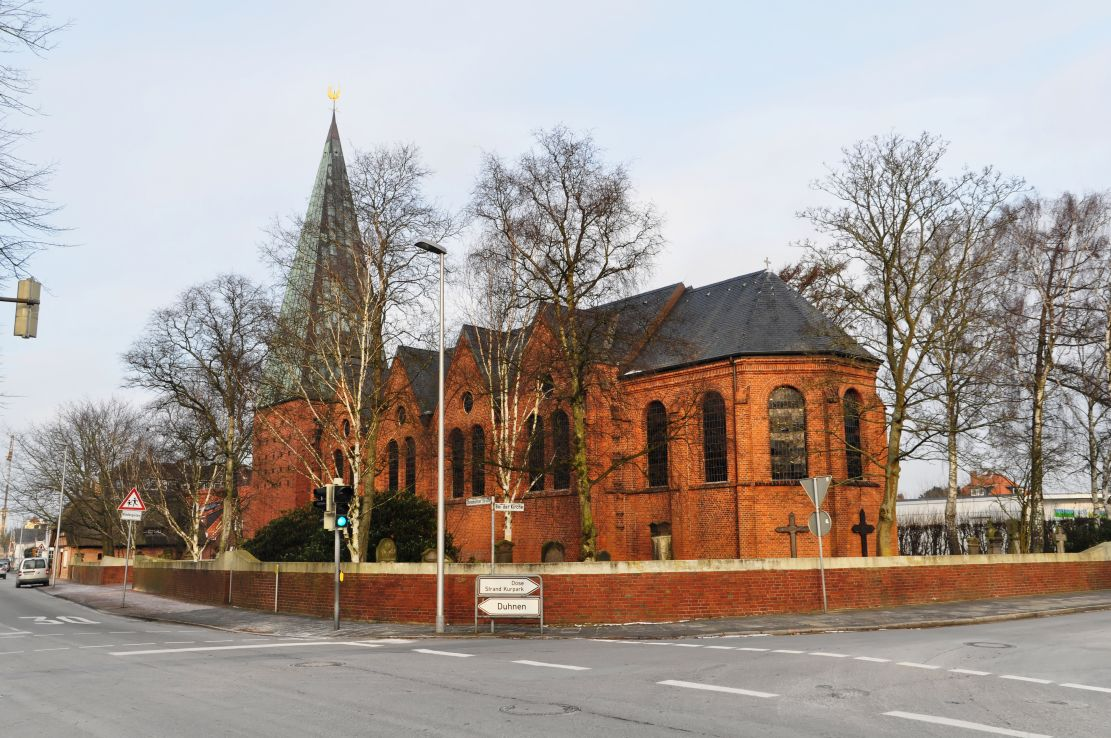
St.-Gertrud-Kirche in Döse

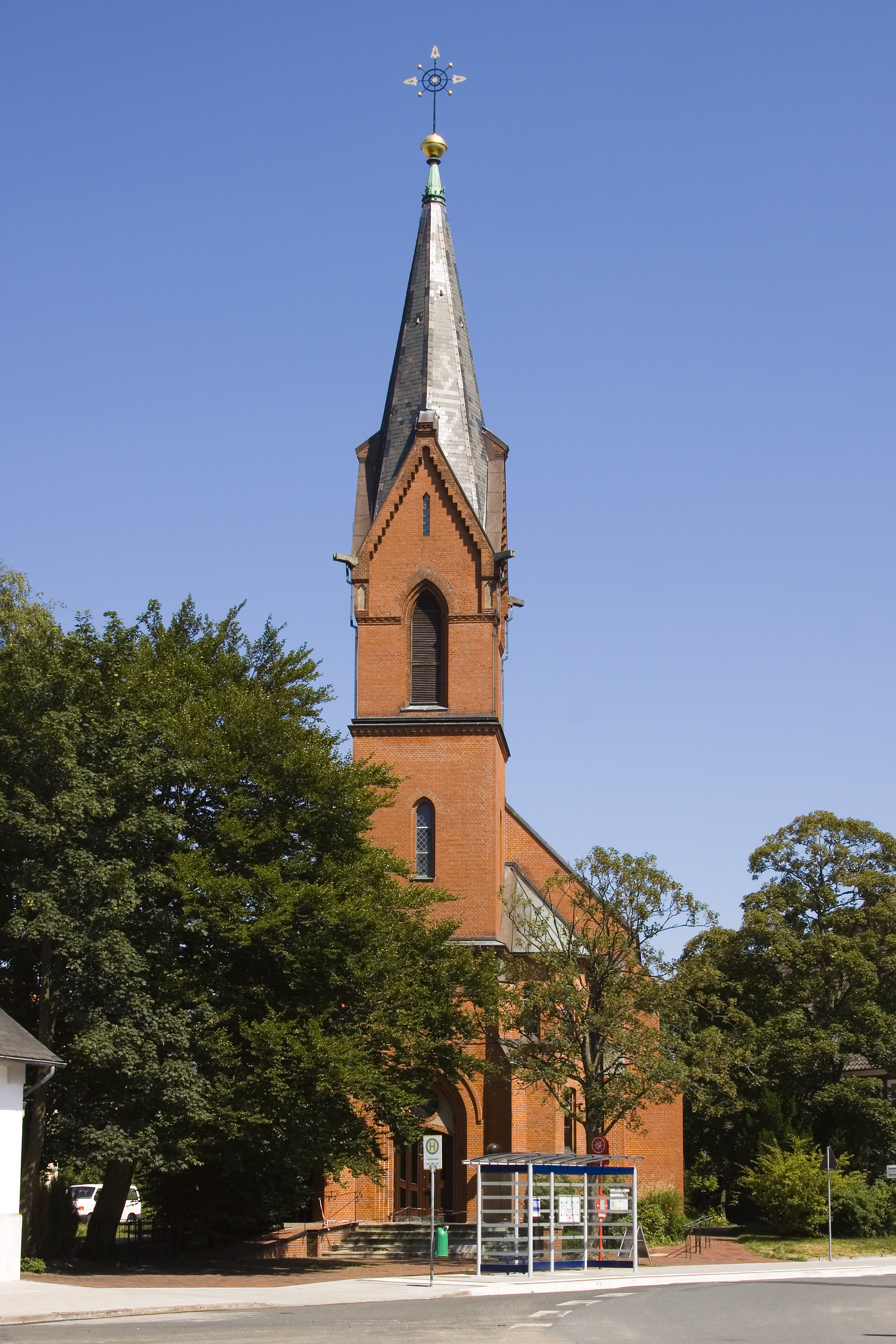
Herz-Jesu-Kirche

- Altenbruch: Evangelische romanische Feldsteinkirche St.-Nicolai-Kirche als sogenannter Bauerndom aus dem 13. Jahrhundert, mit Doppeltürmen und Chor von 1710. 1727 wurde die Kirche erneuert. Kunsthistorisch bedeutend sind die gotischen Altarschreine aus dem 15. Jahrhundert, die Priechen als Pastoren- und Patronatssitze, die Putten und der Holzaufsatz von um 1650, der Taufkessel und eine der ältesten Orgeln Europas von 1497/98 und 1728.
- Kernstadt:
  - Evangelische Emmauskirche
  - Katholische neugotische Herz-Jesu-Kirche von 1900 als St. Michael, bis 1924 Garnisonkirche
  - Katholische Kirche St. Marien von 1964
  - Evangelische neugotische St.-Petri-Kirche, 1911 als Marinegarnisonkirche eingeweiht, 1948 ev. Gemeindekirche
- Döse: Evangelische neugotische einschiffige Kirche St. Gertrud als Backsteinkirche von 1886; 1452 wurde eine Kapelle buten den Dieks in Steinmarne erwähnt, von 1526 bis 1530 umgebaut, erhielt sie 1534 ihren Namen, 1866 abgerissen, Orgel von 1887, Kirchturm von 1965
- Groden: Evangelische einschiffige Saalkirche St. Abundus von um 1200 aus Feldsteinen mit polygonalem Chor von 1868 und rotsteinsichtige Westturm; bis in das 19. Jahrhundert Kirche des Hamburgischen Amtes Ritzebüttel; mit Altarretabel von 1640 und Kanzel von 1688.
- Lüdingworth: Evangelische romanische St.-Jacobi-Kirche von vor 1200 aus Feldstein auf einer Dorfwurt mit Chor von 1609, Turm vom 17. Jahrhundert; bekannter Bauerndom im Land Hadeln mit gotischem Lüderskooper Altar von 1420/1430, Hauptaltarbild von 1665, Kanzel von 1607 und Orgel von 1598/1599 von Antonius Wilde, 1682/83 erweitert durch Arp Schnitger und Andreas Weber
- Ritzebüttel: Evangelische klassizistische Martinskirche, eine Chorturmkirche von 1816/1819[29]
- Sahlenburg: Evangelische St.-Johannes-Kirche
- Süderwisch: Evangelische Gnadenkirche von 1961, 2008 umgebaut

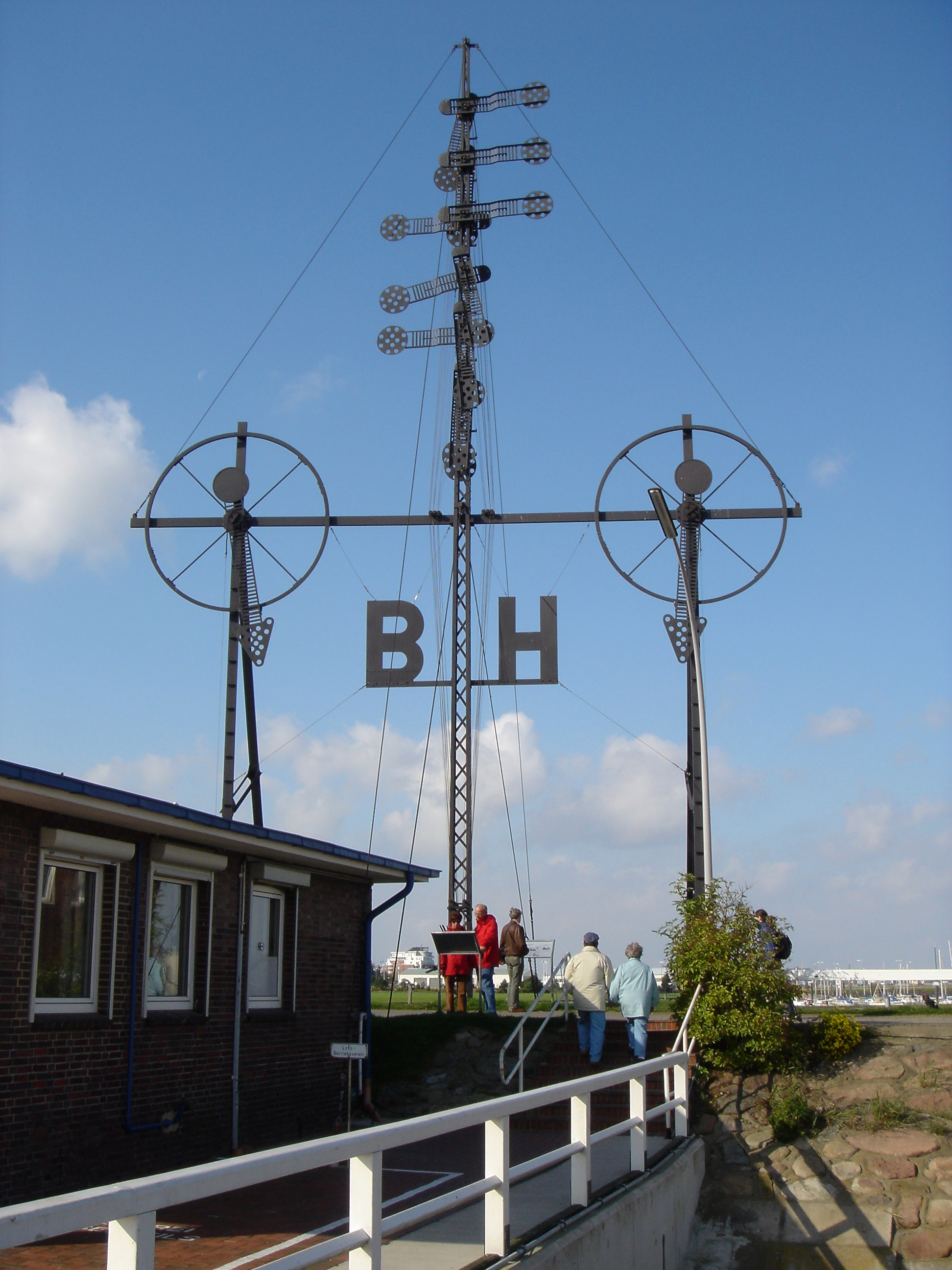
Semaphor

#### Windsemaphor
Am Hafen befindet sich die Alte Liebe sowie der Windsemaphor „B/H“. Dieses Gerät von 1884 zeigt den in die Nordsee ausfahrenden Schiffen die jeweiligen Windrichtungen und -stärken auf den Inseln Borkum „B“ und Helgoland „H“ an.

#### Wasserturm
Der Wasserturm Cuxhaven von 1897, Bahnhofstraße 11, versorgte bis 2004 die Haushalte mit dem nötigen Wasserdruck. 2004 wurde der Wasserbehälter vom Netz genommen. Der Turm als Wahrzeichen der Stadt befindet sich seit 2013 in Privatbesitz. Am 20. Januar 2024 wurden ein Café und drei Ferienwohnungen im Wasserturm Cuxhaven eröffnet.

#### Friedrich-Clemens-Gerke-Turm

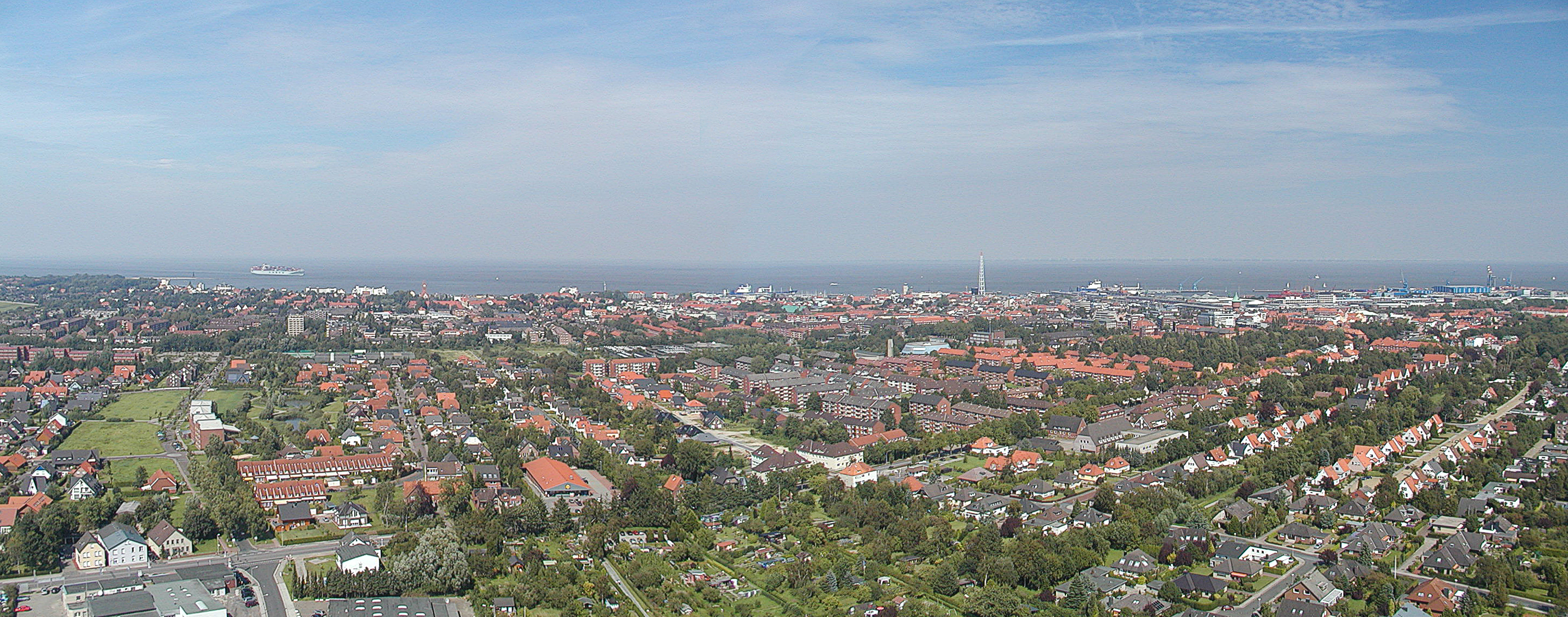
Blick vom Friedrich-Clemens-Gerke-Turm

Der 230 m hohe Friedrich-Clemens-Gerke-Turm von 1991 ist ein nicht öffentlich zugänglicher Fernmeldeturm der Telekom-Tochter Deutsche Funkturm. Er dient dem Richt- und Mobilfunk sowie seit den 2000er Jahren der Verbreitung von Fernseh- und Radioprogrammen mittels DVB-T und DAB. Einige Jahre später kam die Ausstrahlung des Programms von Radio 21 auf der Frequenz 106,6 MHz hinzu.

#### Sendemast Holter Höhe
Auf der Holter Höhe wurde von 1959 bis 1961 von der damaligen Deutschen Bundespost ein Sendemast für Richtfunkdienste und Seefunkdienste im UKW-Bereich errichtet, der am 1. April 1961 den Sendebetrieb aufnahm. 1963 erhielt dieser Sendemast einen Glasfaser-Zylinder für die Verbreitung des Fernsehprogramms des ZDF auf der Spitze, wodurch dieser Mast seine heutige Höhe von 119 m erreichte.
1977 erwarb der Norddeutsche Rundfunk eine Teilparzelle auf dem Postgrundstück und stellte dort Sender für das Erste und Dritte Fernsehprogramm sowie für UKW-Hörfunkprogramme auf.

#### Funkturm im Hafen
Im Hafengebiet befindet sich ein 120 m hoher Funkturm des Wasserstraßen- und Schifffahrtsamtes (WSA), der als Fachwerkkonstruktion mit dreieckigem Querschnitt ausgeführt ist. Dieses Amt ist unter anderem zuständig für die Seezeichen im Bereich der Außen- und Unterelbe und im südlichen Teil des Nord-Ostsee-Kanals, für die genaue Positionsbestimmung von Schiffswracks sowie für die Weiterleitung diesbezüglicher Informationen durch gedruckte und per Langwelle gesendete Meldungen. Es besitzt ferner eigene Schiffe, darunter die Neuwerk.

#### Gedenkstätten

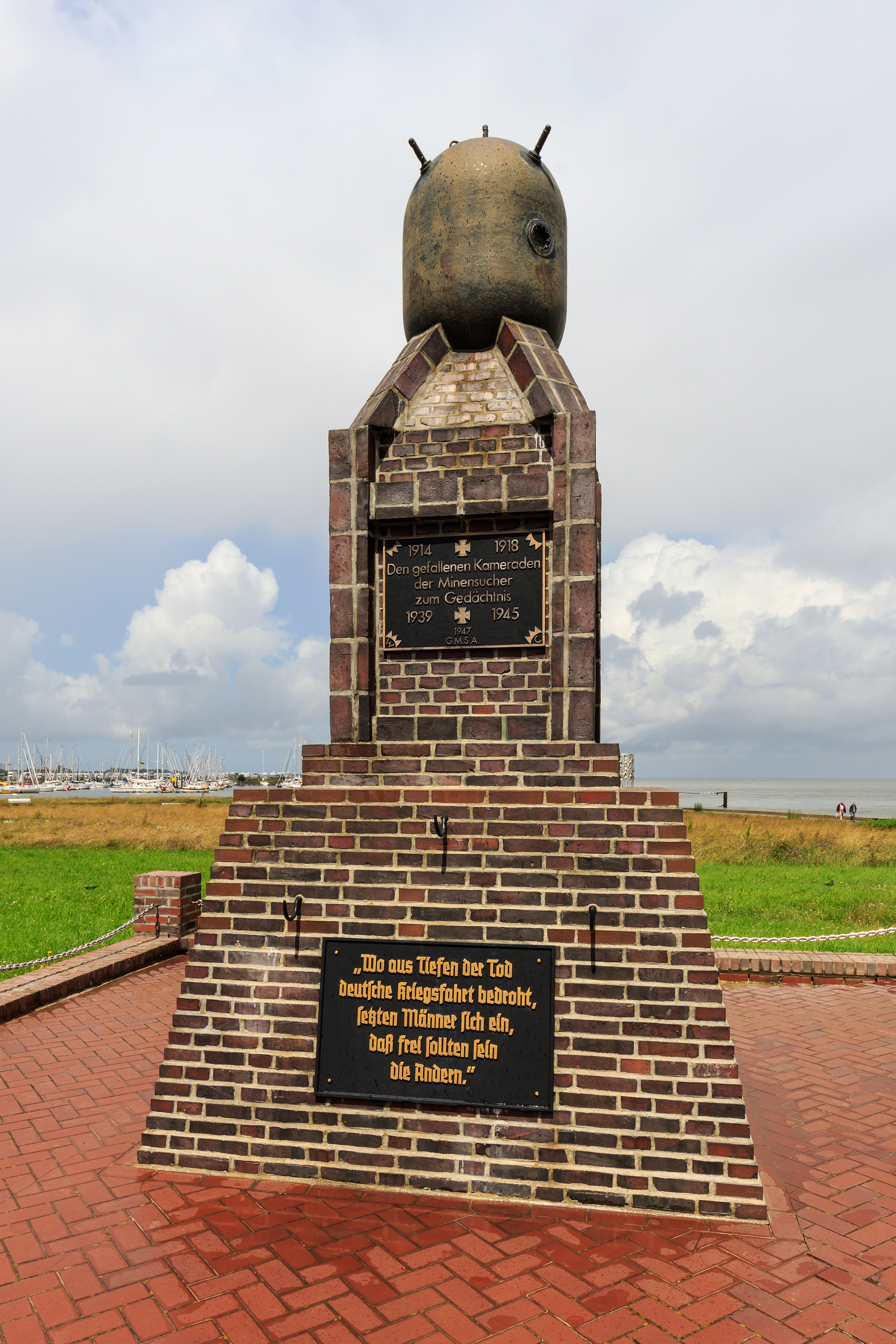
Gedenkstätte für die Minenräumer

- Österreichische Kriegsgräberstätte Ritzebüttel
- Stolpersteine im Stadtgebiet
- Eine wichtige Rolle in Cuxhaven spielte früher auch das Militär. Die ersten Minensucheinheiten der deutschen Marine wurden in Cuxhaven aufgestellt. Im Hafen erinnert ein Mahnmal an deren Einsätze im Ersten und Zweiten Weltkrieg.

### Grünflächen und Naherholung
- Wattenmeer
- Sand- und Grünstrand
- Altenwalder Heidelandschaft
- Bürgerpark Altenwalde
- Bürgerpark Altenbruch
- Kurpark Cuxhaven von 1936
- Schlosspark
- Brockeswalde

### Naturdenkmäler

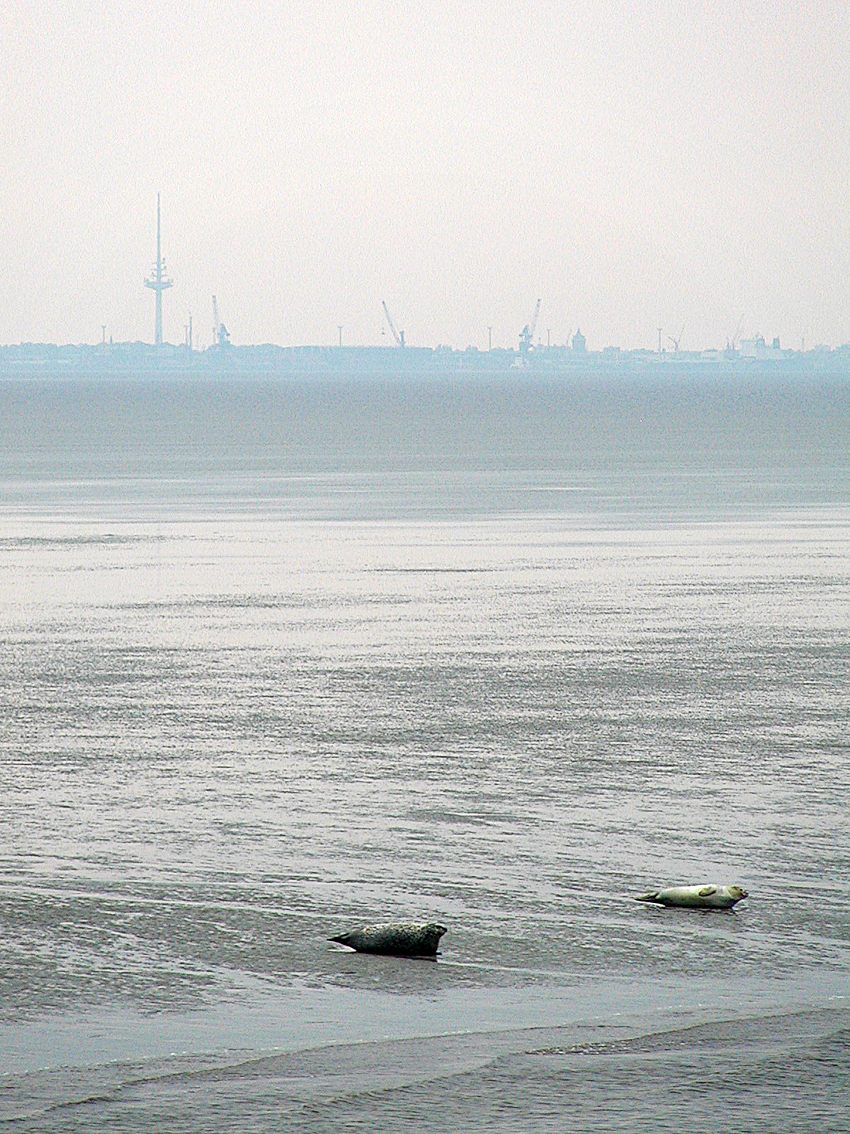
Seehunde auf dem Medemgrund,
Cuxhaven im Hintergrund

- Die Wattflächen vor Cuxhaven gehören zum Nationalpark Hamburgisches Wattenmeer und Nationalpark Niedersächsisches Wattenmeer, die zum UNESCO-Weltnaturerbe zählen. Die meisten zu Fuß erreichbaren Flächen gehören zur Erholungszone (Zone III); Ruhezone (Zone I) ist das Salzwiesengebiet Duhner Anwachs zwischen Duhnen und Sahlenburg mit Brutbeständen von Austernfischer, Rotschenkel, Silbermöwe und (in geringer Zahl) Sandregenpfeifer sowie einem Bestand von mehreren hundert Großen Brachvögeln.
- Die Duhner Heide gehört zu den nur an der Küste vorkommenden Krähenbeer-Heiden (Empetrion nigri), mit der namensgebenden, herb duftenden Schwarzen Krähenbeere und dem Englischen Ginster als Besonderheiten.
- Mit dem Wernerwald befindet sich in Cuxhaven (Kurteil Sahlenburg) neben einem Wald bei Sankt Peter-Ording das einzige Waldgebiet Deutschlands, das direkt an der Nordseeküste liegt. Hier befindet sich unmittelbar westlich neben dem Waldweg Arensch-Sahlenburg eine U-förmige Bodenmulde, welche durch Beseitigung der Startstelle der Operation Backfire entstanden ist.
- Altenwalder Heidelandschaft, siehe auch Cuxhavener Küstenheiden

### Kultur: Theater und Museen
- Das Stadttheater Cuxhaven wird seit den 1980er Jahren ohne eigenes Ensemble betrieben. Weitere Theater sind die Döser Speeldeel und das Störtebeker-Freilichttheater.[31]
- Das Windstärke 10 – Wrack- und Fischereimuseum Cuxhaven befindet sich im historischen Umfeld des Fischumschlags des Fischereihafens. Auf ca. 4000 m² Gesamtfläche werden die Herausforderungen und Gefahren der Seefahrt gezeigt. Anhand von Beispielen, wie einer Fangreise eines großen Hochseefischereitrawlers nach Island, werden die Enge des Logis, die Dekodierungstätigkeit in der Funkbude und die harte Arbeit an Bord der Fischdampfer und die damit verbundenen vielfältigen Gefahren aufgezeigt. Auch das Thema einer „nachhaltigen Fischerei“ wird im Museum angeschnitten. Weitere Schwerpunkte sind die Seerettung, die Wrackfunde aus der Nordsee und der Elbe sowie die besondere Ausstellungsphilosophie, vor allem Kinder und Jugendliche anzusprechen.

Schwerpunkte der Fischerei sind dabei auf der einen Seite der Fang, also die Geschichte der Hochseefischerei mit ihren Hochseeschiffen bis zu den kleinen Kutterfischern mit den kleinsten „Nussschalen“, zum anderen die darauf folgende Fischverarbeitung. Das Museum gibt auch Aufschluss über den Aufstieg und Fall Cuxhavens als Fischereistandort und die Verbindung zwischen Fischern und Lotsen.
- Das Fort Kugelbake ist eine historische Marinefestung aus der zweiten Hälfte des 19. Jahrhunderts (eine Besichtigung ist nur mit Führung möglich). Hier findet seit 2009 das Störtebeker-Freilichttheater statt.

- Joachim-Ringelnatz-Museum
- Die Schneidemühler Heimatstuben zeigen Archivmaterial der Stadt Schneidemühl in Hinterpommern.
- Das Stadtmuseum ist eine Sammlung zur Geschichte der Schifffahrt, des Hafens sowie des Bürgermilitärs in Ritzebüttel und der Bürgerkultur des 19. Jahrhunderts. Eine Zeitreise von der Kaiserlichen Marine zur heutigen Bundeswehr.
- Das Deutsche U-Boot-Museum in Altenbruch zeigt Fotos, Literatur und einigen Ausstellungsstücken zur Entstehungsgeschichte der U-Boote.
- Der Cuxhavener Kunstverein widmet sich nach seiner Satzung der Erschließung, Darstellung und Förderung qualifizierter zeitgenössischer bildender Kunst sowie deren Vermittlung.
- Das Schloss Ritzebüttel, das zum Teil noch aus dem 14. Jahrhundert stammt, gehört zu den ältesten erhaltenen Profanbauten der Norddeutschen Backsteingotik in der Region und ist heute für Besucher zugänglich. Die Verteidigungsanlagen des Schlosses wurden im Laufe der Jahrhunderte weitgehend abgebrochen und sind heute nur als Fragmente im Schlossgarten zu erkennen.
- Die Hapag-Hallen sind eine historische Auswanderungsanlage in Cuxhaven. Sie werden noch gelegentlich mit dem dortigen Amerika-Bahnhof zur Abfertigung von Kreuzfahrtpassagieren genutzt.
- Die Bürgermeister O’Swald II war das letzte bemannte Feuerschiff in der Elbmündung (Elbe 1). Da das Schiff noch seetüchtig ist, fährt es auf Einladungen mit Gästen zu verschiedenen Festen an der Nordseeküste. Auf Wunsch kann die kleine Offiziersmesse auch als Standesamt genutzt werden.
- Die Hermine ist ein 1904 erbauter Gaffelschoner. Sie ist das einzige noch ganz aus Holz erhaltene Exemplar dieses Typs in Deutschland. Sie steht als maritimes Denkmal am Schleusenpriel und kann von außen besichtigt werden.
- Der Gloria-Palast wurde als Kino in der  Deichstraße 20 von 1907 bis 2009 betrieben.

### Musik
In Cuxhaven beheimatet sind u. a. der Cuxhavener Shantychor, der Cuxhavener Lotsenchor, die Sohl’nborger Büttpedder und der Seemannschor Elbe 1. Alle Chöre treten im Sommer regelmäßig auf Kurkonzert-Veranstaltungen auf.
Seit 2005 wird in Cuxhaven jährlich das Rockfestival Deichbrand veranstaltet.

### Regelmäßige Veranstaltungen (Auswahl)
Bedingt durch den Kurbetrieb gibt es in Cuxhaven zahlreiche Veranstaltungen, die jedes Jahr stattfinden:
- Cuxhavener Hafentage – Alter Fischereihafen
- Sommerabend am Meer – Grimmershörnbucht – mit Showprogramm und Höhenfeuerwerk
- Duhner Wattrennen (siehe unten)
- Shantychorfestival
- Beach-Events (siehe unten Sport)
- Cuxhavener Mittelalterspektakel – Fort Kugelbake
- Deichbrand – Rockfestival am Meer
- Sparkassen City Marathon Cuxhaven[32]
- Störtebeker Freilichttheater – Fort Kugelbake
- FluHaRe Flughafenrennen Cuxhaven/Nordholz, zweites September-Wochenende

Allgemeine Veranstaltungen
- Bis 2011 fanden im Sommer regelmäßig die EWE Athletics statt, an denen Sportler aus der ganzen Welt teilnahmen. In Cuxhaven wurden so auch einige WM- und DM-Qualifikationen entschieden.
- Seit 2007 findet jährlich am letzten März- oder ersten April-Wochenende der Sparkassen City Marathon Cuxhaven statt. Start und Ziel sind auf dem Kaemmerer Platz. Neben der Marathondistanz stehen der Halbmarathon und der 10-km-Lauf im Angebot. Für den Laufnachwuchs wird ein Kinderlauf angeboten.[32]
- Bekannt sind die Beach Events. Jedes Wochenende ist eine andere Sportart an der Reihe. Es werden unter anderem Beachvolleyball, Fußball, Handball, Basketball und auch Rugby gespielt. Seit einigen Jahren findet in Cuxhaven die DM im Beachbasketball und Beachhandball statt, 2006 sogar die EM. Alle Sportarten werden auf dem Center Court und den neun anderen Spielfeldern am Strand ausgetragen, dem Stadion am Meer.

### Kulinarische Spezialitäten
Zu den kulinarischen Spezialitäten gehören die Nordseekrabben, die zunächst gepult werden müssen, sowie verschiedene Fischarten wie Makrele, Kabeljau, Schellfisch, Wittling, Seelachs, Scholle, Seeteufel und Zungen, die in der Nordsee gefischt werden und sowohl frisch als auch geräuchert in den Handel kommen.

## Infrastruktur

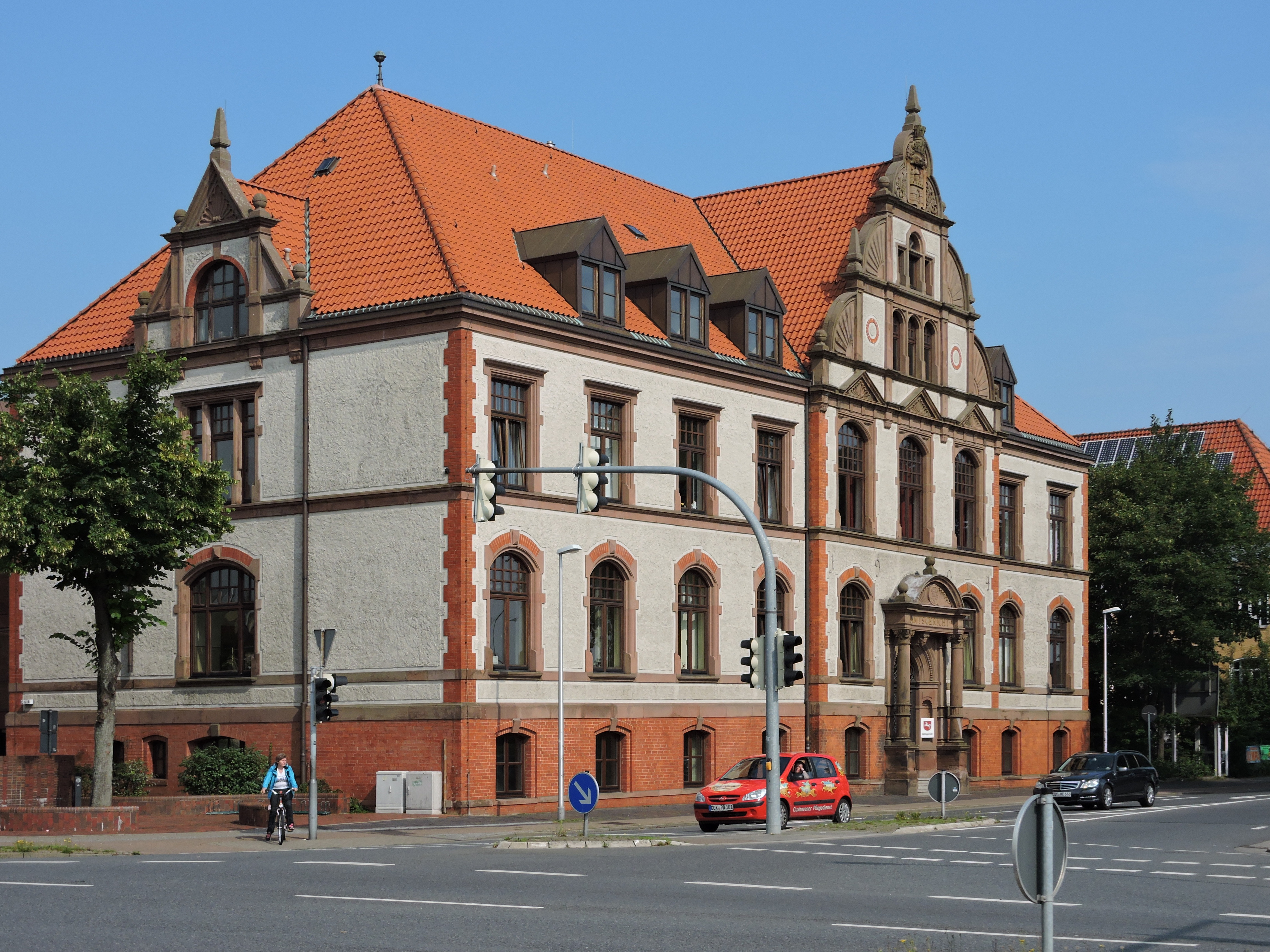
Amtsgericht Cuxhaven

### Öffentliche Einrichtungen
- Rathaus, Rathausplatz 1
- Kreishaus des Landkreises Cuxhaven, Vincent-Lübeck-Straße 2
- Amtsgericht Cuxhaven, Deichstraße 12a
- Stadtbibliothek Cuxhaven, Kapitän-Alexander-Straße 1
- Stadtarchiv Cuxhaven, Kapitän-Alexander-Straße 1
- Künstlerhaus im Schlossgarten
- Staatliches Gewerbeaufsichtsamt Cuxhaven Elfenweg 15 im ehem. Wohnheim Elfenweg
- Stadtmuseum im Wohn- und Geschäftshaus Südersteinstraße 38 (Reyesches Haus) von um 1780
- Arbeiterwohlfahrt (AWO) Kreisverband Cuxhaven, Westerwischweg 89, mit Kinder, Jugend- und Familienarbeit, Beratungs- und Betreuungsdienste, Bildungsarbeit und Seniorenarbeit
- Feuerwehr Cuxhaven, Schulstraße 3
- Guttempler Sozialwerk Cuxhaven, Strichweg 85
- Krankenhaus Cuxhaven der Helios Kliniken (ehemaliges Stadtkrankenhaus)
- Paritätischer Wohlfahrtsverband Cuxhaven, Kirchenpauerstr. 1, mit Einrichtungen wie Erziehungsberatungsstelle, Frauenhaus, Jugendwerkstatt, Pace Jugendberatung
- Wasserstraßen- und Schifffahrtsamt Cuxhaven (WSA), zuständig u. a. für die Sicherheit und Leichtigkeit der Schifffahrt in der deutschen Ausschließlichen Wirtschaftszone der Nordsee, der Elbmündung und auf der Unterelbe bis St. Margarethen einschließlich der Unterhaltung der Seezeichen.
- Havariekommando als gemeinsame Behörde des Bundes und der fünf Küstenländer. Das Havariekommando ist Bestandteil des Maritimen Sicherheitszentrums (MSZ), das am 1. Januar 2007 als optimiertes Netzwerk (Gemeinsames Lagezentrum See) die Arbeit aufgenommen hat. Im Januar 2017 wurde das für rund 23,5 Millionen Euro errichtete neue Gebäude für das Maritime Sicherheitszentrum neben dem Gebäude des WSA vom Bundesverkehrsminister offiziell eröffnet.[33]
- Bundeswehr-Standorte in Cuxhaven: In Altenwalde befand sich bis 2013 die Betreuungsstelle der Zivilberuflichen Aus- und Weiterbildung (ZAW) der Bundeswehr in der ehemaligen Hinrich-Wilhelm-Kopf-Kaserne. Zuvor waren dort mehrere Bataillone von Heer und Luftwaffe der Bundeswehr stationiert.
- Standort der Bundespolizei
- Deutsche Seemannsmission
- Institut für Fisch und Fischereizeugnisse des Niedersächsischen Landesamtes für Verbraucherschutz und Lebensmittelsicherheit (LAVES)

### Bildung
| Berufsbildende Schulen - Berufsbildende Schulen Cuxhaven Gymnasien - Lichtenberg-Gymnasium Cuxhaven - Amandus-Abendroth-Gymnasium Oberschulen - Oberschule Cuxhaven-Mitte Realschulen - Geschwister-Scholl-Schule Altenwalde - Realschule Cuxhaven Hauptschulen - Altenbrucher Schule - Süderwisch-Schule | Grundschulen - Abendrothschule - Altenbrucher Schule - Döser Schule - Franzenburger Schule - Gorch-Fock-Schule - Grodener Schule - Lüdingworther Schule - Manfred-Pelka-Schule - Ritzebüttler Schule - Sahlenburger Schule - Süderwisch-Schule Förderschulen - Schule am Meer (Schwerpunkt geistige Entwicklung) - Wichernschule | Sonstige Schulen, Studienwerke und Seminare - Freie Waldorfschule, Deichstraße - Volkshochschule Cuxhaven - Berufsbildungswerk Cadenberge Stade, Standort Cuxhaven - Bildungswerk der Niedersächsischen Wirtschaft Cuxhaven - Bildungswerk Niedersächsischer Volkshochschulen Cuxhaven - Studienseminar für das Lehramt an Grund-, Haupt- und Realschulen - Außenstelle des Studienseminars Stade für das Lehramt an Gymnasien - Staatliche Seefahrtschule Cuxhaven |

### Sport
Sportstätten (Auswahl)
- Stadion Kampfbahn für 6000 Zuschauer und
- Hermann-Allmers-Halle, beide Hermann-Allmers-Straße
- Stadion Strichweg
- Sportplatz an der Grodener Schule
- Hallenbad Beethovenallee
- Rundturnhalle Beethovenallee
- Sporthallen Abendrothschule
- Sporthallen Bleickenschule
- Sporthallen Franzenburger Schule
- Sporthallen Geschwister-Scholl-Schule Altenwalde
- Sporthallen Lüdingworther Schule
- Sporthallen Süderwisch Schule
- VGH Stadion am Meer, Center Court

Vereine (Auswahl)
- Rot-Weiss Cuxhaven, Fußballclub von 1990, Leutweinstr. 1, dessen Gründervereine Cuxhavener SV und ESV Eintracht Cuxhaven bis in die 1960er Jahre überregional spielten; Spielstätte: Kampfbahn
- Cuxhaven BasCats, Basketballclub, Stammverein: Rot-Weiß Cuxhaven. Spielhalle: Rundsporthalle/Beethovenallee, genannt BasCats-Arena
- Rot-Weiß Cuxhaven Basketball
- Sport-Club Schwarz-Weiß Cuxhaven, Feldweg 66/68
- SV Blau-Gelb Cuxhaven von 1934
- Sport-Club SGG in Cuxhaven
- Schwimmclub Neptun Cuxhaven
- Ein Kegelclub und ein Minigolfclub aus Cuxhaven spielen in der 1. Bundesliga
- Trans-Ocean (TO), Bahnhofstraße
- Allgemeiner Turn- und Sportverein Cuxhaven von 1862, kurz ATSC oder ATS Cuxhaven, Mozartstraße 22

Von 1997 bis 2011 fanden die Deutschen Beachhandball-Meisterschaften statt, 2022 kehrten die Meisterschaften ins VGH Stadion am Meer zurück.
Duhner Wattrennen

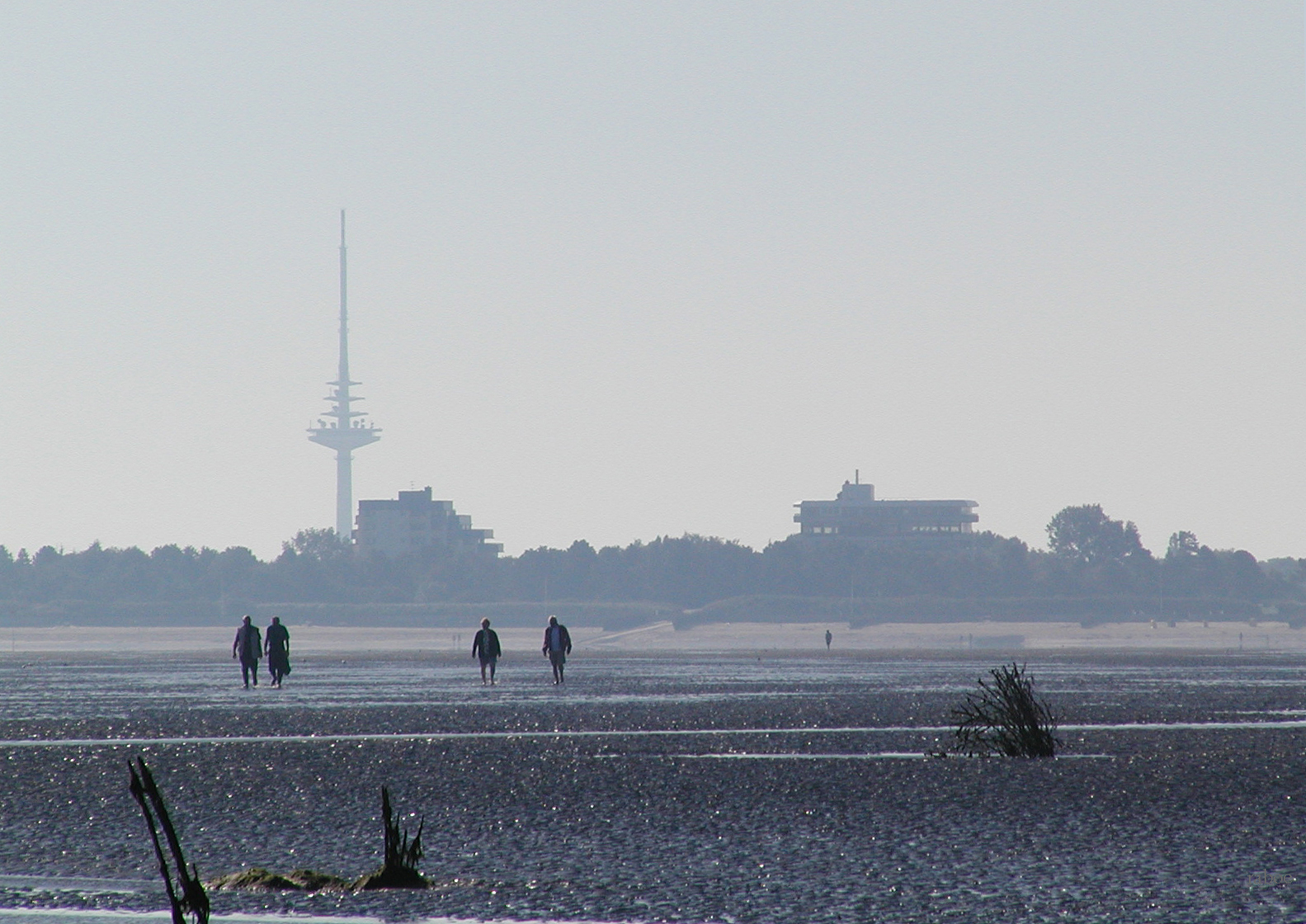
Blick vom Watt bei Duhnen zum Friedrich-Clemens-Gerke-Turm

In Duhnen findet seit über 100 Jahren regelmäßig an einem Sonnabend oder Sonntag bei Niedrigwasser jeweils im Sommer (Juli/August) ein Pferderennen auf dem Watt mit 15.000 bis 30.000 Zuschauern statt. Die Rennen werden von einem bunten Veranstaltungsprogramm begleitet. Zu dessen Höhepunkten gehören Fallschirmsprünge häufig durch Fallschirmjäger der Bundeswehr, der Überflug der Luftfahrzeuge des Marinefliegergeschwaders 3 „Graf Zeppelin“ sowie die Präsentation der Hengste aus dem Niedersächsischen Landgestüt Celle.
Angelgewässer
- Altenwalder Angelpark
Karpfen, Aal und Forelle
- Gudendorfer See (Ortsteil von Altenwalde), Gewässer des Angelvereins Cuxhaven - Land Hadeln e. V.
Karpfen, Hecht, Barsch, Aal, Zander, Weißfisch, Forelle
- Hahn am Blink in Wehldorf
Aal, Barsch, Brasse, Forelle, Hecht, Karpfen und Weißfisch
- Altenbrucher Kanal, Brake
Aal, Barsch, Brasse, Forelle, Hecht, Karpfen, Rotfeder, Rotauge, Weißfisch und Zander
- Unterelbe
Aal, Hering, Stint und Scholle

### Energie
Seit 2024 verfügt Cuxhaven über ein Biomassekraftwerk mit einer Leistung von 17 MW. In der Anlage wird Holz verbrannt; die Kraft-Wärme-Kopplung (KWK) ermöglicht es, die Abwärme aus der Stromproduktion zu nutzen und in das lokale Fernwärmenetz einzuspeisen.

## Wirtschaft und Verkehr

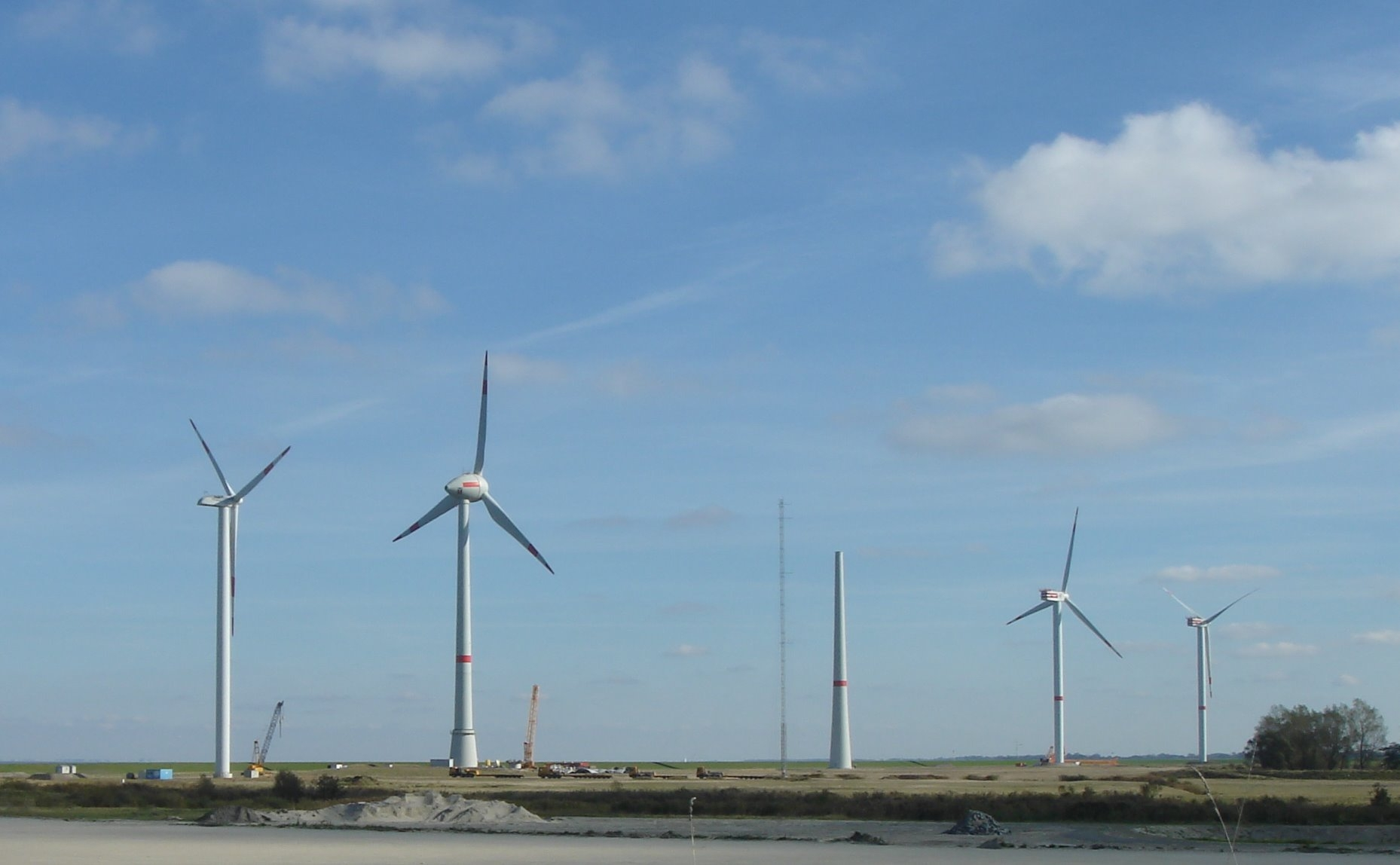
Offshore-Windenergie-Testfeld in Cuxhaven

### Unternehmen
Cuxhaven ist durch seine Lage an der Elbmündung Standort für Umschlag-, Lager- und Logistikunternehmen sowie für einen Offshore-Basishafen (Windenergie).
Es gibt mehrere bedeutende Industrieunternehmen in Cuxhaven, etwa die 1995 gegründete PNE WIND AG (vor 2009 hieß sie Plambeck Neue Energien AG), zahlreiche Tourismusbetriebe sowie Betriebe im und um den Fischereihafen Cuxhaven (z. B. den Seefischmarkt).
Der Ausbau zur Offshore-Basis für Windenergie gilt als Chance zur ökonomischen Stärkung des Standorts Cuxhaven und der Umgebung.
Im Ostteil des Hafens gibt es eine Schwerlastplattform für den Umschlag von komplett montierten Offshore-Anlagen oder Komponenten. Im Offshore-Windenergie-Testfeld an der Elbe werden Windenergieanlagen-Prototypen getestet und zertifiziert. Siemens Gamesa ließ 2017 ein Windturbinenwerk mit einer großen Produktionshalle (360 × 160 Meter) und ein Bürogebäude an der Elbe bauen, in dem Turbinen für Offshore-Windenergieanlagen mit bis zu 8 MW Leistung produziert werden.
Im Bereich Cuxhaven mit seiner hohen Produktion an Windenergie wird im Rahmen des Modells „eTelligence“ die Steuerung von Stromnetzen mit hohen Anteilen an erneuerbaren Energien erforscht.

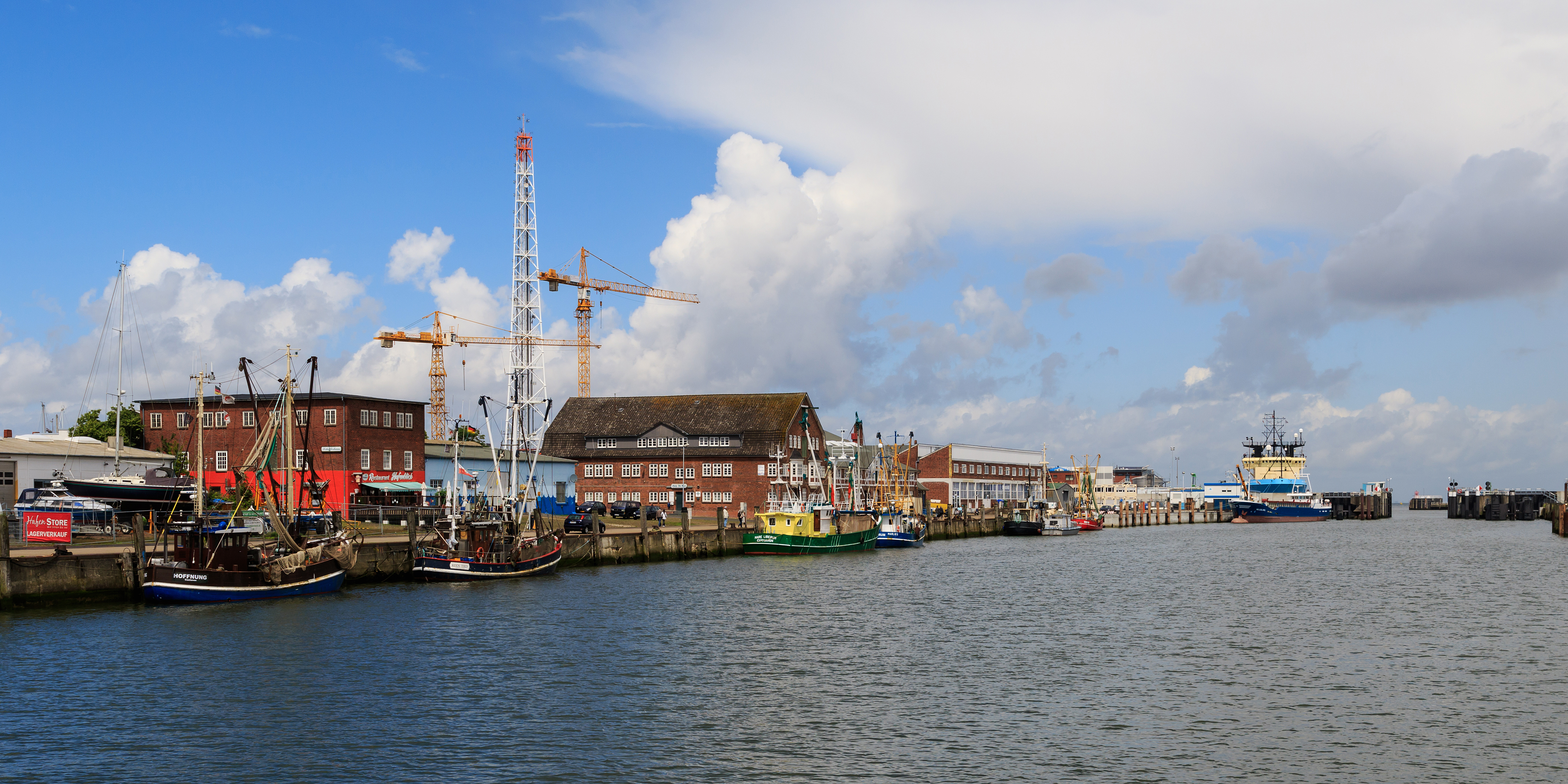
Fischereihafen beim Fischmarkt

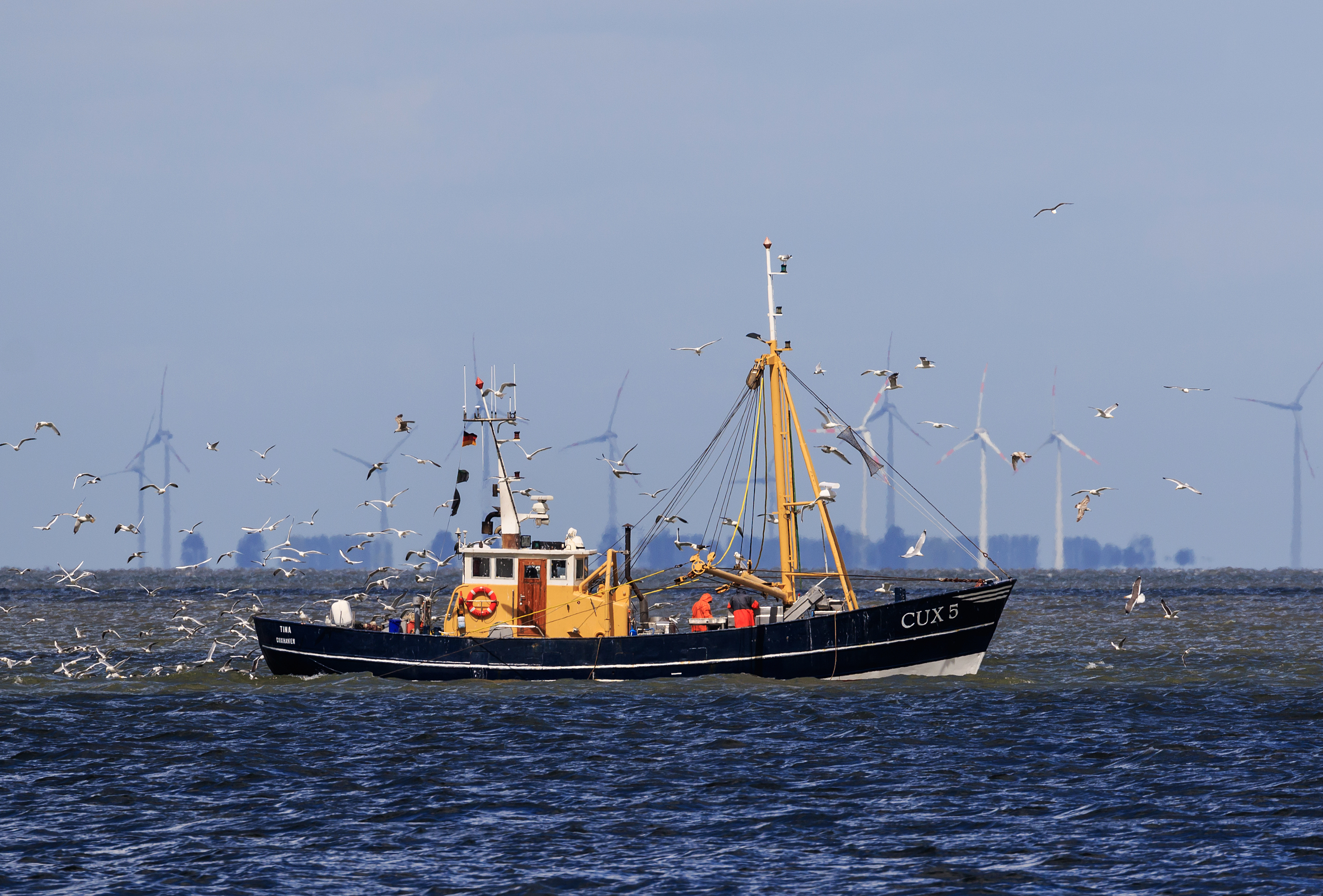
Ein Krabbenkutter kehrt zurück.

Die Ursprünge des Tourismus gehen auf 1816 zurück, als der damalige Bürgermeister Amandus Abendroth in Cuxhaven ein Seebad gründete. Seit 1964 ist Cuxhaven ein staatlich anerkanntes Seeheilbad und Zentrum der Ferienregion Cuxland. Mit jährlich über drei Millionen Übernachtungen liegt Cuxhaven heute an der Spitze der Kurorte in Deutschland. Verantwortlich für die Abwicklung des Kurbetriebs ist die stadteigene Nordseeheilbad Cuxhaven GmbH (früher: Kurverwaltung), die ihren Sitz im Haus der Kurverwaltung in Duhnen hat. Aufgrund der Einrichtungen des Tourismus, der Sport- und Freizeitanlagen und des kulturellen Engagements der Stadt gilt die Freizeit- und Wohnqualität für Einwohner und Besucher als relativ hoch.
Am 13. März 1973 ersetzte das Nordseeheilbad eine bis dahin als Maskottchen verwendete Nixe durch den vom ortsansässigen Grafikdesigner Kurt Moldenhauer entwickelten „Jan Cux“. Dies ist eine blonde Comic-Figur im blauen Matrosenanzug. Im Juli 1973 wurde dieser Figur ein weibliches Pendant mit dem Namen „Cuxi“ beigefügt, das ebenfalls blond, aber im roten Anzug gezeichnet ist. Jährlich werden ca. 250.000 Maskottchen-Aufkleber gedruckt und verteilt.
In Cuxhaven sind die Tourismus- und Kurbereiche räumlich klar von Industriegebieten getrennt. Der touristische Schwerpunkt findet sich im Westen des Stadtgebietes in den drei zu Cuxhaven gehörenden Kurorten Döse, Duhnen und Sahlenburg. Der Strandbereich dort ist kurtaxpflichtig. Darüber hinaus finden sich touristische Einrichtungen in der Cuxhavener Kernstadt, insbesondere im Bereich Grimmershörn, dem Lotsenviertel und in Ritzebüttel. Im Kur-Stadtteil Duhnen befindet sich das Erlebnisbad „Ahoi!“, das durch Umbau und Erweiterung des in den 1970er Jahren gebauten Meerwasser-Brandungsbades entstanden ist.

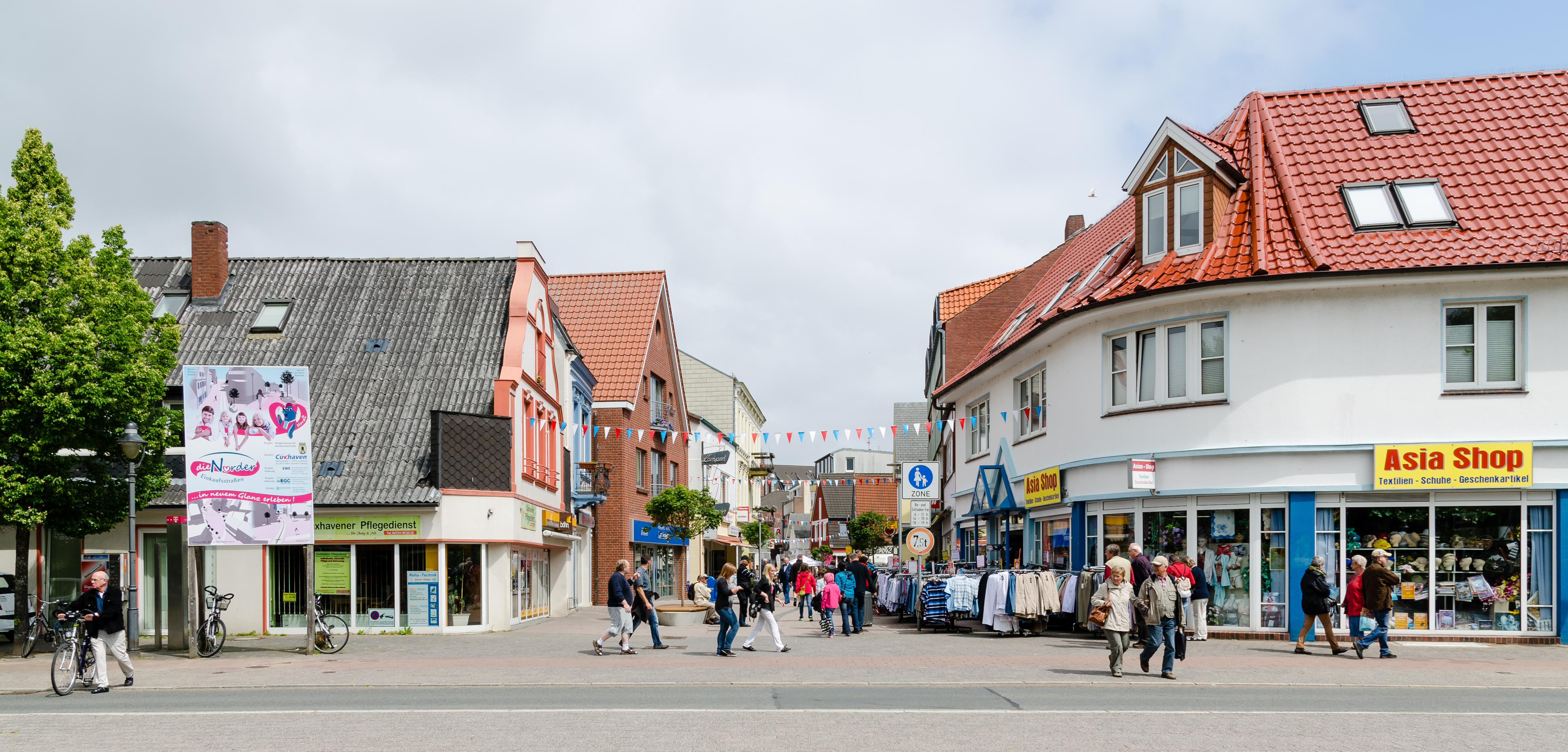
Beginn der Nordersteinstraße, Einkaufsstraße im Zentrum von Cuxhaven

Aufgrund des anhaltenden wirtschaftlichen Strukturwandels, der durch den Rückgang der Fischindustrie sowie die starke Verkleinerung des Bundeswehr-Standorts verschärft wurde, ist Cuxhaven  2015 mit über 330 Millionen Euro verschuldet; es besaß damit 2014 die höchste Pro-Kopf-Verschuldung einer Kommune in Niedersachsen.
Die Stadt Cuxhaven soll insgesamt 187,5 Millionen Euro Entschuldungshilfen aus dem gemeinsam von Kommunen und Land gespeisten Solidarfonds zur Stabilisierung finanzschwacher Kommunen erhalten. Es handelt sich dabei um den größten Einzelbetrag, den das Land Niedersachsen bislang aus dem Entschuldungsfonds geleistet hat.

### Hafen und Seeverkehrseinrichtungen

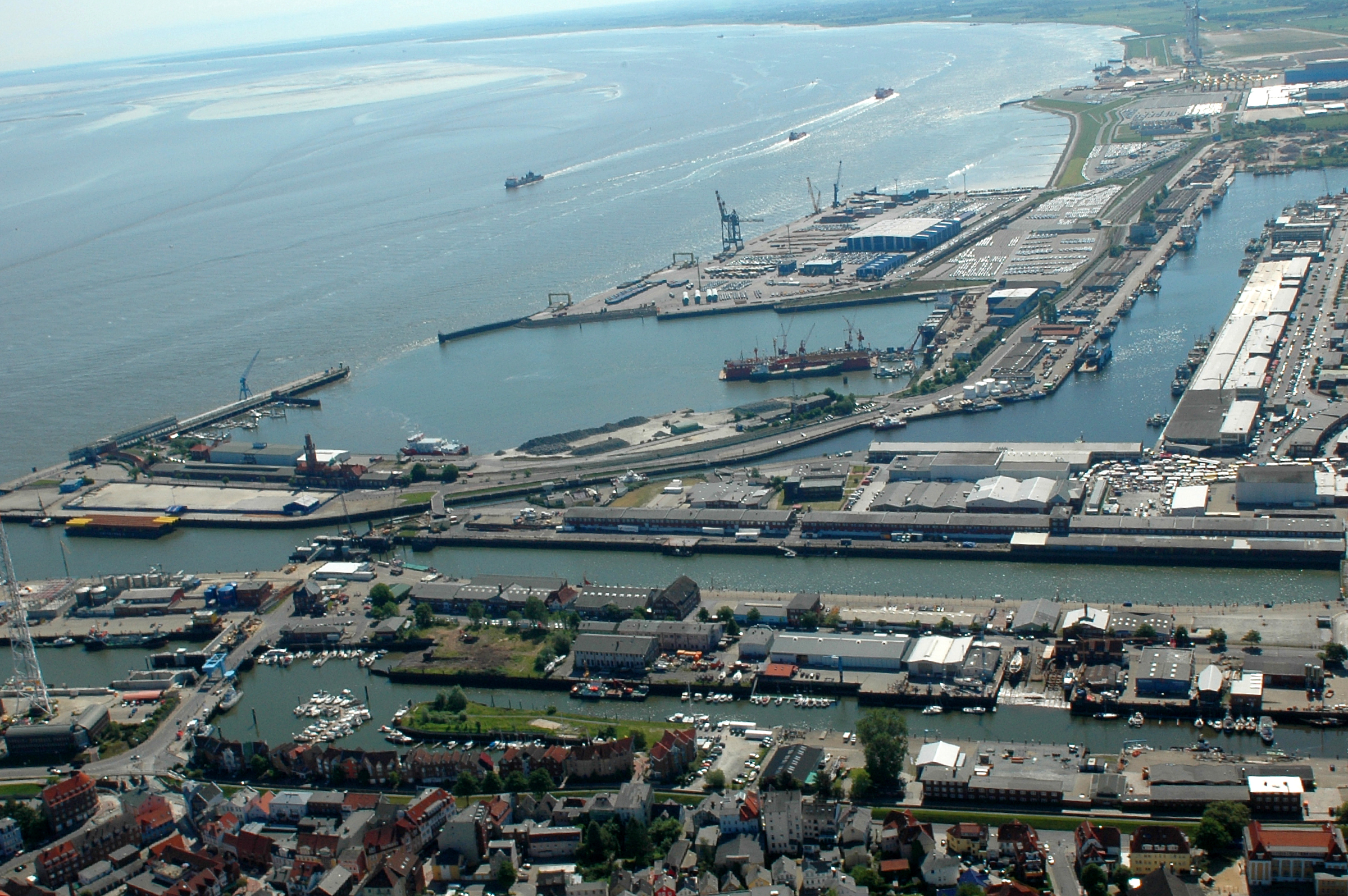
Luftbild der Cuxhavener Hafenanlagen mit Amerikahafen, Neuem und Altem Fischereihafen, City-Marina und Schleusenpriel

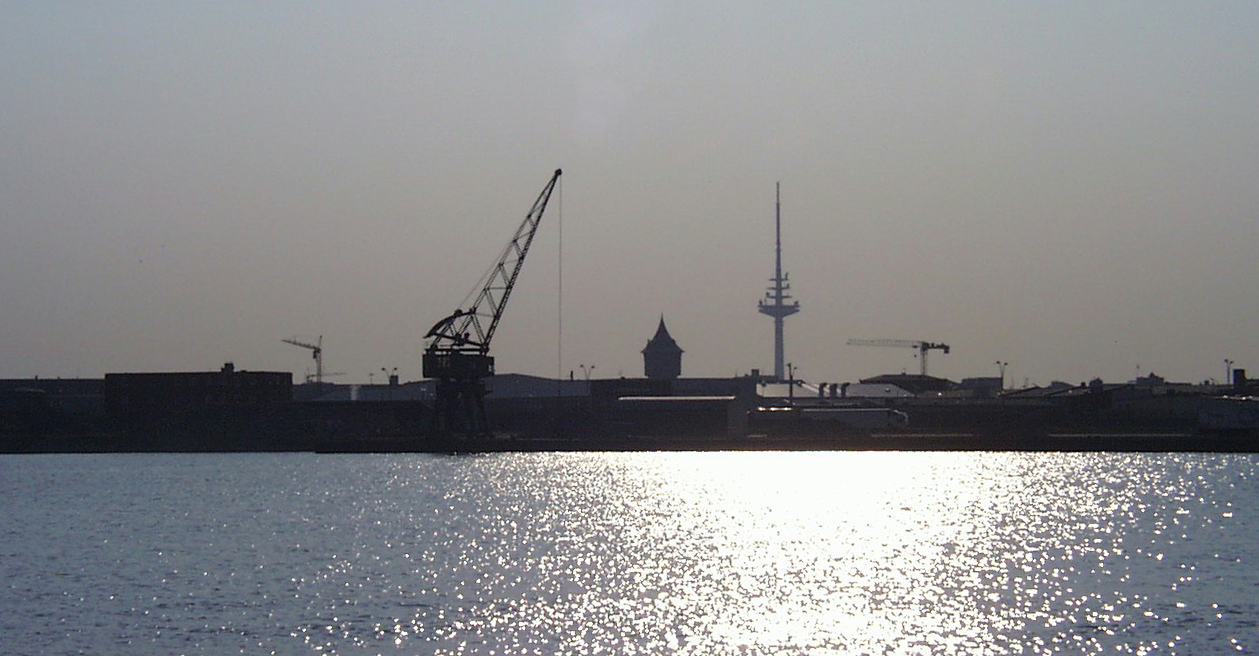
Blick übers Wasser,
der Fernsehturm im Hintergrund

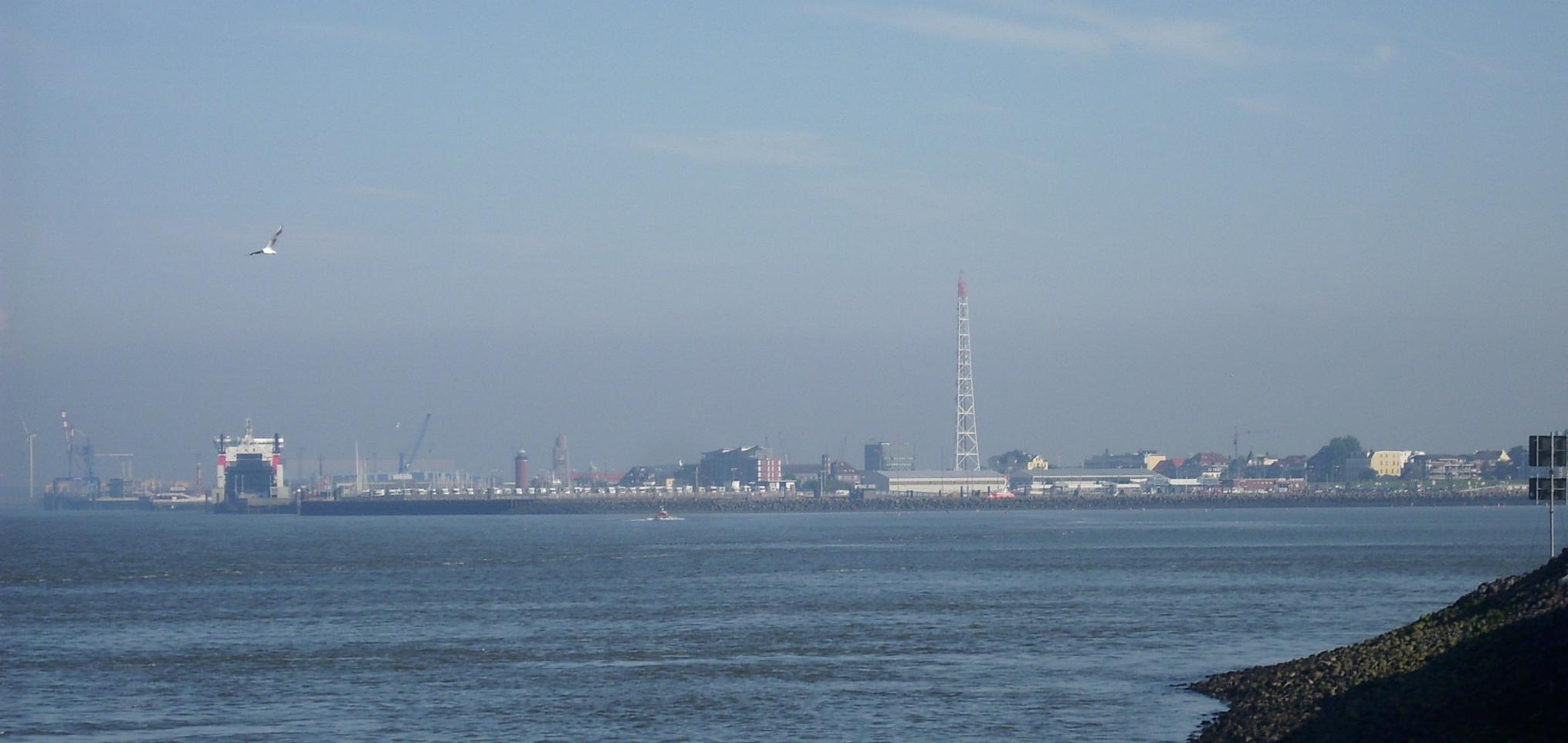
Blick auf den Hafen, von der Kugelbake aus gesehen. Der große Turm ist der Sendeturm des Wasserstraßen- und Schifffahrtsamtes.

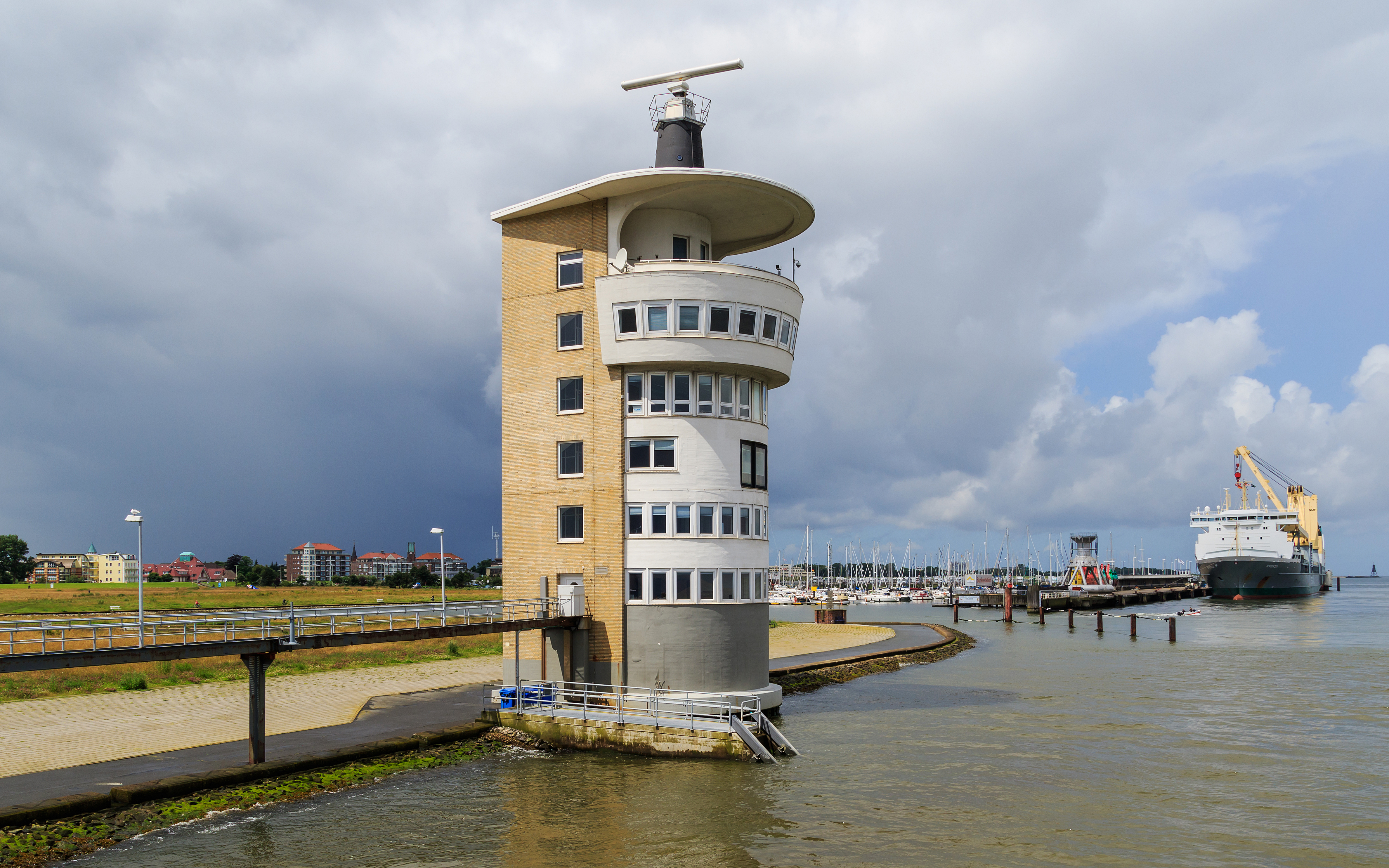
Der Radarturm als Hafenkontrollturm

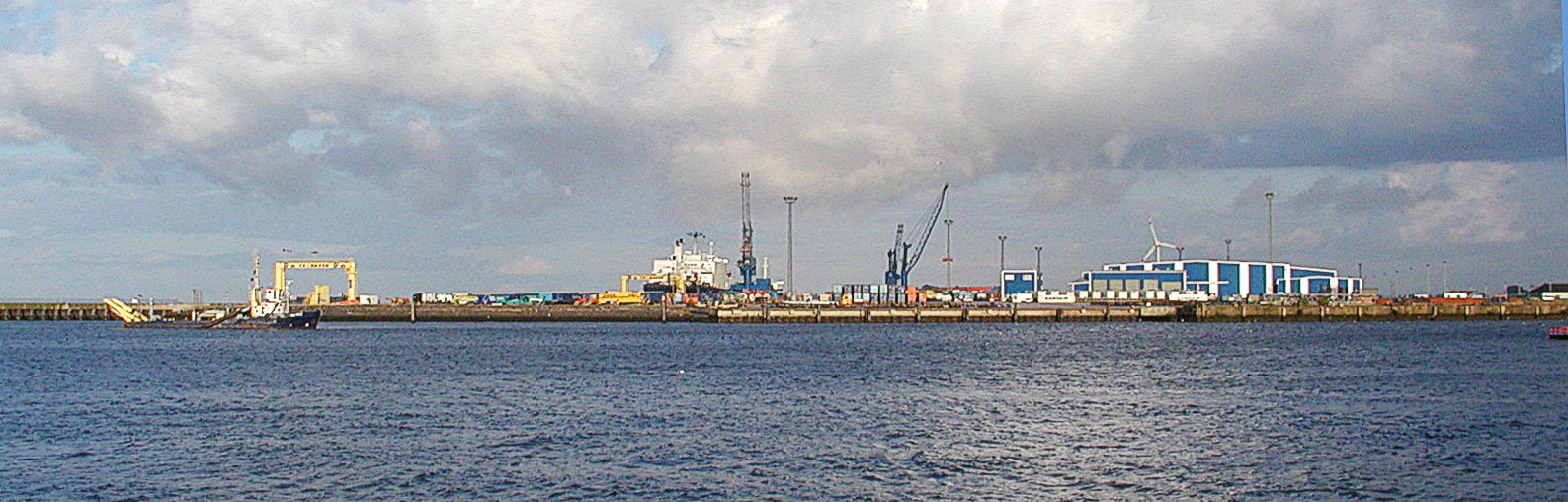
Der neue CuxPort von Westen gesehen

Die Fischwirtschaft kann in Cuxhaven auf eine lange Tradition zurückblicken. 1885, nach kleinen Anfängen,  wurde 1908 der Fischereihafen gegründet. Bis heute hat sich Cuxhaven neben Bremerhaven als bedeutender Fischereistandort in Deutschland gehalten. Trotz des Rückgangs der Fischerei sind 35 Fischverarbeitungsbetriebe mit ca. 1000 Beschäftigten in Cuxhaven beheimatet. Neben einer kleinen Flotte von Krabbenkuttern, die im küstennahen Bereich eingesetzt werden, operieren von Cuxhaven aus die in der großen Hochseefischerei eingesetzten Trawler der DFFU (Deutsche Fischfang-Union) sowie die hochseetauglichen Kutter der Kutterfisch-Zentrale (kleine Hochseefischerei).
Das Steubenhöft ist eine Pier in Cuxhaven. Die ursprünglich für den Auswandererverkehr gebaute Anlage (mit den Hapag-Hallen) dient heute u. a. Kreuzfahrtschiffen als Anlegestelle und verfügt über eine RoRo-Anlage. Der hier befindliche Amerika-Bahnhof hat einen eigenen Gleisanschluss zum Eisenbahnnetz.
Der Alte Fischereihafen wurde Anfang 2017 vom niedersächsischen Hafenbetreiber Niedersachsen Ports an die Cuxhavener Plambeck Holding verkauft. Dabei wurde sichergestellt, dass am Nordseekai weiterhin 400 m Kaianlagen mit Strom versorgt werden und für Krabbenkutter zur Verfügung stehen. Dieser Hafenbereich soll für touristische und gastronomische Zwecke genutzt und in den folgenden Jahren ausgebaut werden.
Sehr wichtig für die weitere wirtschaftliche Entwicklung der Stadt Cuxhaven und ihres Umlandes ist der Tiefwasserhafen Cuxport, der 1997 in Betrieb genommen wurde. Das Gelände des neuen Hafens gehörte bis 1993 der Freien und Hansestadt Hamburg. Erst nach langen und zähen Verhandlungen mit den Hamburgern ging diese Fläche in den Besitz des Landes Niedersachsen über, das dann rund 140 Millionen Euro in den Bau der neuen Hafenanlagen investierte. Der Betreiber war die CuxPort Seehafen-Dienstleistungs GmbH, die sich aus einem Teil der Seefischmarkt Cuxhaven GmbH formte. Aktuell wird der Cuxhavener Mehrzweck-Terminal von der umfirmierten Cuxport GmbH, einer Tochtergesellschaft der Rhenus AG & Co. KG (74,9 %) und der hamburgischen HHLA (25,1 %), betrieben.
Die Hauptgeschäfte sind RoRo-Verkehre, Neufahrzeug-Lagerung und -Verschiffung, Container-Umschlag sowie die Lagerung und der Umschlag von Anlagenteilen für Offshore-Windparks. Auch Großkomponenten wie Turmsektionen, Rotorblätter und Maschinenhäuser für Windenergieanlagen an Land werden umgeschlagen.
2021 wurden im Seeverkehr gut 2,448 Millionen Tonnen Güter umgeschlagen (2020: 2,166 Mio. t, 2019: 3,51 Mio. t, 2017: 2,59 Mio. t, 2016: 2,84 Mio. t, 2015: 2,64 Mio. t, 2014: 2,7 Mio. t, 2013: 2,65 Mio. t, 2012: 2,8 Mio. t und 2011: 3,1 Mio. t). 2021 betrug der Umschlag von Kraftfahrzeugen 295.644 Einheiten, 2020 waren es 334.102 Einheiten und 2019 bei 419.545. Stark ausgebaut wurde in den letzten Jahren der Bereich der Offshore-Infrastruktur, hierfür wurde der Hafen im östlichen Bereich erweitert.
Der Fährverkehr nach Helgoland findet von einem eigenen Terminal statt.

### Rettungsstation der DGzRS
Der Hamburger Verein zur Rettung Schiffbrüchiger gründete 1861 erstmals hier eine Rettungsstation im Hafen. Sie wurde später von der Deutschen Gesellschaft zur Rettung Schiffbrüchiger (DGzRS) übernommen. Seit dem Aufkommen von Motorrettungsbooten stationierte die DGzRS in Cuxhaven stets die leistungsfähigsten Einheiten zur Sicherung der wichtigen und stark befahrenen Zufahrt zum Hamburger Hafen und zum Nord-Ostsee-Kanal. Seit den 1960er Jahren erfolgt die Seenotrettung im Mündungsgebiet von Elbe und Weser durch moderne Seenotrettungskreuzer.

### Verkehr

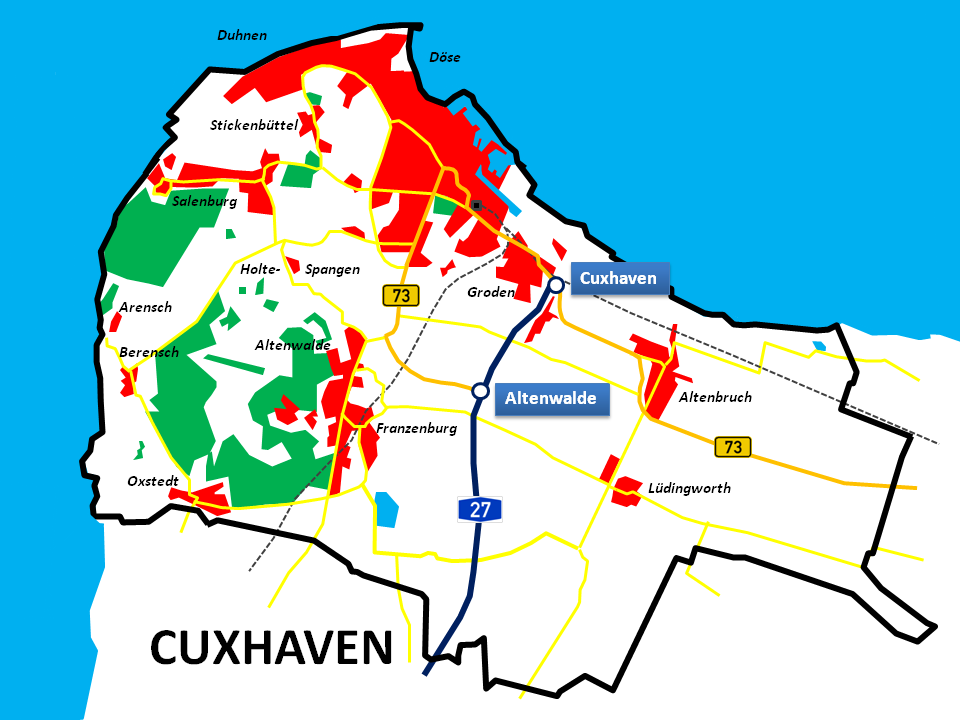
Verkehrsnetz in Cuxhaven

#### Individualverkehr
Cuxhaven hat direkten Anschluss an das deutsche Autobahnnetz. Im Ostteil des weiträumigen Stadtgebiets beginnt die Bundesautobahn 27. Diese führt von hier aus nach Bremerhaven, Bremen und weiter bis zum Autobahndreieck Walsrode an der Bundesautobahn 7. Startpunkt ist die Anschlussstelle Cuxhaven (Nr. 1) an der Bundesstraße 73. Diese naht von Hamburg über Stade nach Cuxhaven heran und bindet die Stadt im Gegenzug an die „Länder“ Hadeln und Kehdingen sowie das Alte Land an. Im Stadtgebiet befindet sich auch die Anschlussstelle Altenwalde (Nr. 2).
Mehrere nationale und internationale Fernradwege führen durch Cuxhaven: Elberadweg, Nordseeküsten-Route, Vom Teufelsmoor zum Wattenmeer und der Weser-Radweg.

#### Wikipediaartikel zu Straßen und Plätzen
Abendrothstraße, Altenwalder Chaussee, Am Seedeich, Beethovenallee, Deichstraße, Gorch-Fock-Straße, Große Hardewiek, Karl-Olfers-Platz, Kirchenpauerstraße, Konrad-Adenauer-Allee, Nordersteinstraße, Papenstraße, Poststraße, Rathausstraße, Schillerstraße, Steinmarner Straße, Strichweg und Südersteinstraße

#### Schienenverkehr

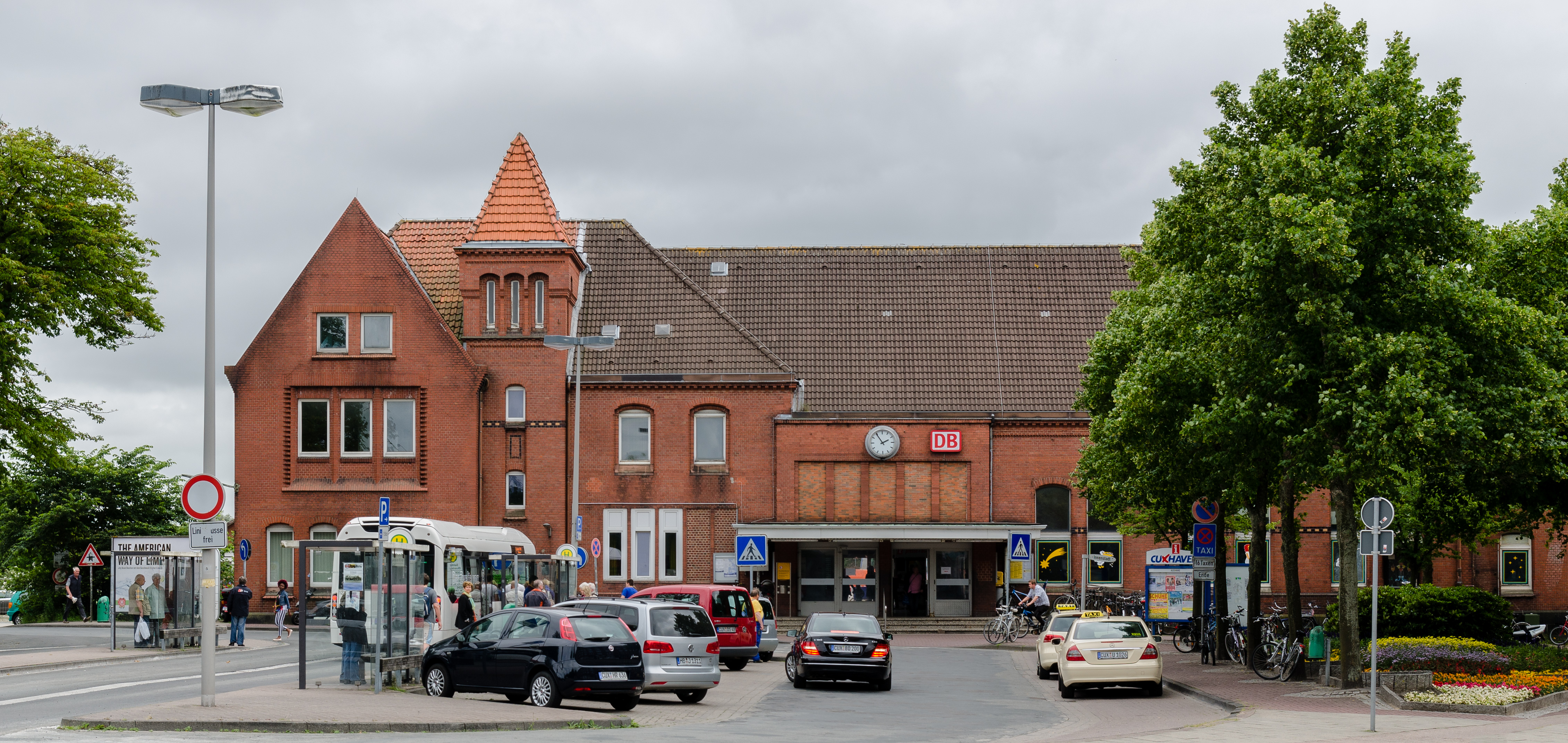
Bahnhof Cuxhaven

Der Bahnhof Cuxhaven ist die zentrale Bahnstation der Stadt. Er wird von DB Station&Service betrieben und bildet den Endpunkt der Niederelbebahn. Im Osten des Stadtgebiets zweigt von ihr nach Süden die Bahnstrecke Bremerhaven–Cuxhaven (auch Nordseebahn genannt) ab.
Der Betrieb auf der Niederelbebahn erfolgt aktuell (Stand 2021) durch die Verkehrsgesellschaft Start Unterelbe mit Geschäftssitz in Cuxhaven. Sie ist ein Tochterunternehmen der Regionalverkehre Start Deutschland. Die Verkehrsleistung war 2018 von der Metronom Eisenbahngesellschaft übernommen worden. Die Betriebskonzession besteht zunächst bis 2027. Die Landesnahverkehrsgesellschaft Niedersachsen (LNVG) führt diese Verbindung als Regionalexpress-Linie 5, welche bis Hamburg Hauptbahnhof durchgebunden wird. Es besteht ein Stundentakt.
Auf der Nordseebahn erfolgt der Betrieb ebenfalls im Stundentakt. Die betriebliche Konzession hier hat derzeit (Stand 2021) das Eisenbahnverkehrsunternehmen Eisenbahnen und Verkehrsbetriebe Elbe-Weser (EVB). Fahrten erfolgen hier mittels Triebwagen. Die Strecke RB 33 ist die erste Strecke weltweit, die mit Wasserstoffzügen des Typs Coradia iLint fährt.

#### Busverkehr
Cuxhaven ist Ausgangspunkt verschiedener Regionalbusse im Elbe-Weser-Dreieck. Der Stadtverkehr erfolgt auf mehreren Linien (u. a. 1002–1008, 1010, 1014, 1018, 1020–1027, 1088–1093) durch das Verkehrsunternehmen KVG Stade mit dem ZOB Bahnhofsplatz.
Der Omnibusverkehr in Cuxhaven begann am 16. Januar 1925.

#### Schiffsverkehr

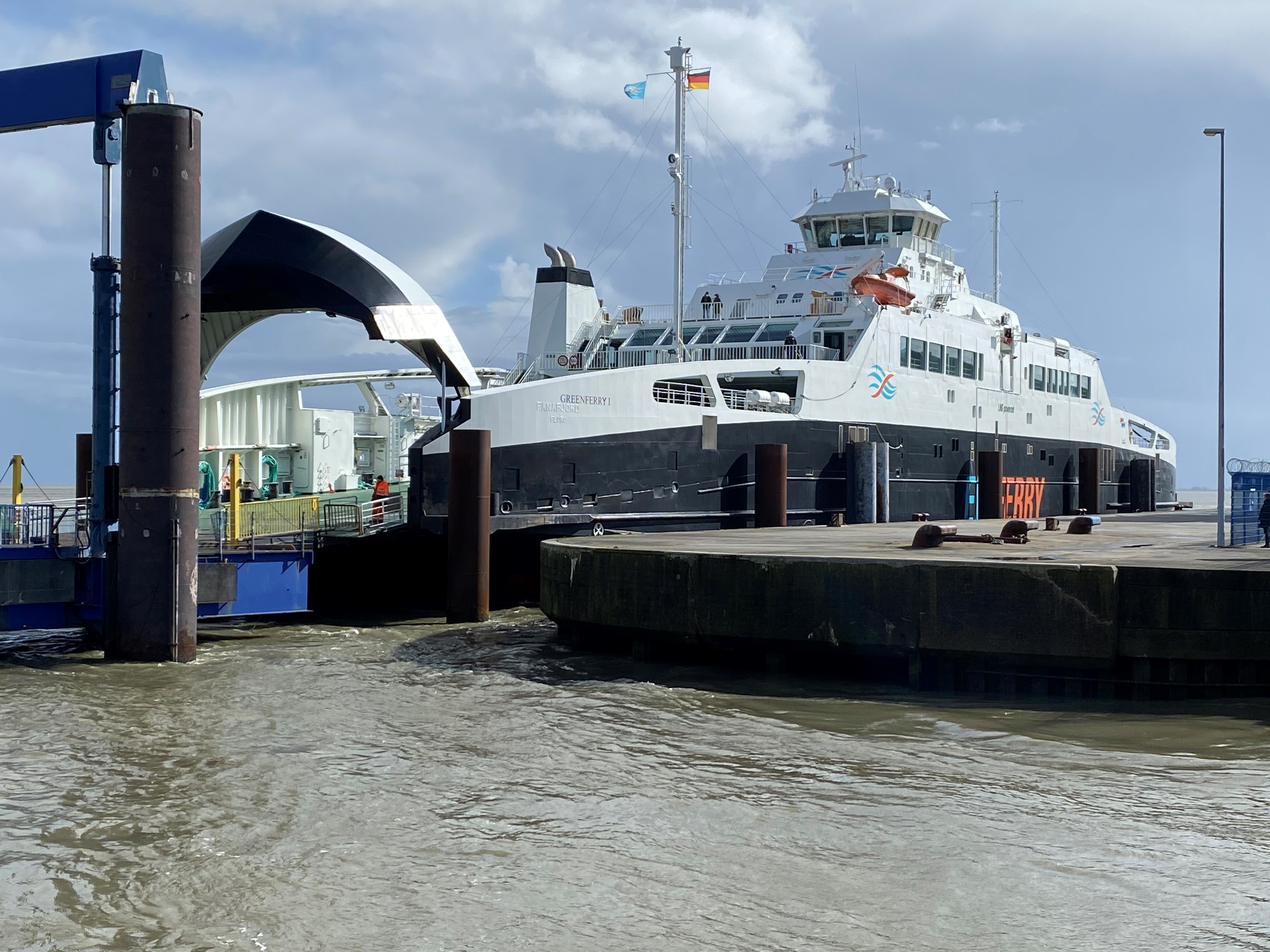
Elbfähre Greenferry I

Cuxhaven war wiederholt Ausgangspunkt einer Fährverbindung zum nördlichen Elbufer nach Brunsbüttel. Diese bestand von 1969 bis 1981, von 1999 bis 2001, von 2015 bis 2017 sowie vom 1. März 2021 bis Mitte Dezember 2021.
Die in Cuxhaven ansässige Reederei Cassen Eils (heute Teil des Fährunternehmens AG Ems) fährt auf der von ihr selbst eingerichteten Route von Cuxhaven aus ganzjährig die Insel Helgoland mit dem Seebäderschiff Helgoland an.

#### Luftfahrt
Rund zehn Kilometer südlich von Cuxhaven liegt im Gebiet der Gemeinde Wurster Nordseeküste der Fliegerhorst Nordholz. Der Landkreis Cuxhaven ist mittelbarer Anteilseigner des hier ebenfalls angesiedelten Sea-Airport Cuxhaven/Nordholz.

### Medien
In Cuxhaven erscheinen die Cuxhavener Nachrichten, die ebenso wie die im benachbarten Otterndorf erscheinende Niederelbe-Zeitung von der Cuxhaven-Niederelbe-Verlagsgesellschaft mbH & Co KG herausgegeben werden. Beide Zeitungen beziehen ihren Mantel von der Redaktionsgemeinschaft Nordsee, die ihren Sitz im Verlag der Bremerhavener Nordsee-Zeitung hat.
Weiterhin wird auch das Hamburger Abendblatt in Cuxhaven gelesen. Von 1985 bis Oktober 2021 gab es die kostenlosen Anzeigenblätter Cuxhaven Kurier für die Stadt Cuxhaven und Nordholz und Hadler Kurier für die Samtgemeinden Land Hadeln, Hemmoor und die Börde Lamstedt, die seit November 2014 auch am Wochenende als Kurier zum Sonntag erschienen sind. Ab 1995 gab es darüber hinaus gratis das Anzeigenblatt Elbe Weser aktuell (EWA), das regelmäßig mittwochs und von Oktober 2014 bis 2015 auch am Sonnabend als EWAs Wochenende im gesamten nördlichen Teil des Landkreises Cuxhaven verteilt wurde. Ab dem 3. November 2021 erschienen in Cuxhaven am Mittwoch das Anzeigenblatt Elbe Weser Kurier und am Sonnabend das Anzeigenblatt Elbe-Weser Kurier zum Wochenende mit identischen Erscheinungsgebieten, herausgegeben von der EWa Verlag GmbH, an der die Cuxhaven-Niederelbe-Verlagsgesellschaft mbH & Co KG seit Juli 2021 die Mehrheitsbeteiligung hält. Die vorherigen Anzeigenblätter wurden zeitgleich Ende Oktober 2021 eingestellt. Im Mai 2023 wurde die Mittwoch-Ausgabe des Elbe Weser Kuriers eingestellt (unter diesem Namen erscheint seitdem nur die Wochenendausgabe).
In Cuxhaven empfängt man alle niedersächsischen, hamburgischen und auch schleswig-holsteinischen Programme des NDR. Auch die Hörfunkprogramme von Radio Bremen berichten über Cuxhaven und sind gut zu empfangen. Des Weiteren kann man die Privatsender Hitradio Antenne, Radio ffn, Radio 21, Radio Hamburg, Alsterradio, Radio Schleswig-Holstein (RSH), Delta Radio und Energy Bremen empfangen.

## Persönlichkeiten

### Ehrenbürger
Das Ehrenbürgerrecht ist die höchste Würdigung der Stadt Cuxhaven. Die Stadt hat die folgenden Personen damit ausgezeichnet:
- Robert Dohrmann (1931 Ehrenbürger von Duhnen)[60]
- Karl Kaufmann (1937, 1949 widerrufen)
- Hans Lübbert (1950)
- Karl Olfers (1966)

Als weitere Auszeichnung vergibt die Stadt den sogenannten Ehrenring. Er ist nach der Ehrenbürgerschaft die zweithöchste Auszeichnung, die die Stadt Cuxhaven verleiht.

### Töchter und Söhne der Stadt
- Francis Dutton (1818–1877), australischer Politiker
- Johann Hinrich Angelbeck (1833–1911), Klempnermeister und Abgeordneter der Hamburgischen Bürgerschaft
- Wilhelm Walther (1846–1924), lutherischer Theologe, Rektor der Universität Rostock
- Karl Friedrich Kerner (1847–1920), Wasserbau-Ingenieur, Hafenbaudirektor
- Carl von Bergen (1853–1933), Maler
- Ernst Gock (1869–1957), Maler und Zeichner
- Otto-Georg Beckmann (1879–1967), Schiffbauingenieur und Unternehmer
- Andreas Walther (1879–1960), Soziologe, Hochschullehrer
- Bruno Peyn (1887–1970), Schriftsteller
- Walther Meyer-Delvendahl (1893–nach 1957), Verwaltungsbeamter, Landrat des Unterlahnkreises
- Curt Rothenberger (1896–1959), Jurist und nationalsozialistischer Politiker
- Erich Vagts (1896–1980), Politiker
- Friedrich-Wilhelm Lütt (1902–1973), Politiker (NSDAP)
- Kurt Schmidt-Klevenow (1906–1980), Jurist und SS-Führer
- Jürgen Ulderup (1910–1991), Unternehmer
- Bruno Stöwsand (1911–1996), Journalist, Widerstandskämpfer und Chefredakteur
- Hans Helmcke (1917–1973), Bordellbesitzer in Berlin
- Heinz Bürgel (1918–1983), Diplomat, Botschafter der DDR
- Wilhelm Hartung (1919–2003), Zeichner, Karikaturist, Illustrator und Autor plattdeutscher Erzählungen und Reime
- Magda Roos (1920–1976), Malerin, Zeichnerin, Autorin
- Volker Starke (1920–2002), Journalist und Politiker
- Hans Peter Jürgens (1924–2018), Kapitän, Marinemaler und Autor
- Karl-Arnold Eickmeyer (1925–2007), Politiker und Lehrer
- Hartmut Nöldeke (1926–2013), Arzt, Sanitätsoffizier und Autor
- Meinhard Kohfahl (1926–2013), Arzt, DGzRS Seenotarzt, Segler und Autor[62]
- Friedrich Wilhelm Riedel (1929–2020), Musikwissenschaftler und Hochschullehrer
- Hans-Heinrich Eilers (1931–2019), Politiker (SPD)
- Helmut Heuer (1932–2011), Anglist, Didaktiker und Hochschullehrer
- Klaus Höpcke (1933–2023), Politiker und Journalist
- Peter Jensen, Sportmoderator
- Jürgen Abraham (* 1940), Unternehmer
- Roland Hanewald (* 1942), Reiseautor und Journalist
- Wolfgang Gerke (* 1944), Ökonom und Hochschullehrer, Präsident des Bayerischen Finanz Zentrums in München
- Rainer Feist (1945–2007), Admiral, Stellvertretender Oberbefehlshaber im NATO-Hauptquartier
- Beate Morgenstern (* 1946), Schriftstellerin
- Henning Hoops (* 1946), Marineoffizier, zuletzt Flottillenadmiral der Marine der Bundeswehr
- Fiete Münzner (1946–2015), Moderator und Sänger
- Wolfgang Lortz (1947–2005), Oberst, Leiter des Gefechtsübungszentrums (GÜZ) der Bundeswehr 2003–2005
- Thomas Stöwsand (1947–2006), Musikproduzent und Konzertagent
- Wolfgang Wittrock (* 1947), Kunsthändler
- Jens Zimmermann (* 1947), Brigadegeneral des Heeres der Bundeswehr
- Marie-Luise Favreau-Lilie (* 1948), Historikerin
- Gerhard Nikolaus (1948–2023), Ornithologe und Naturschützer
- Günther Rüther (* 1948), Politikwissenschaftler
- Reiner Benecke (1949–2017), Neurologe
- Petra Haffter (* 1953), Regisseurin, Drehbuchautorin und Produzentin
- Cornelia Essner (* 1954), Historikerin
- Michael Meyer-Blanck (* 1954), evangelischer Theologe und Hochschullehrer
- Christa Hein (* 1955), Schriftstellerin
- Martin Schneider-Jacoby (1956–2012), Biologe und Naturschützer
- Arno Stabbert (* 1956), Polizeipräsident in Hannover, von 2005 bis 2011 Oberbürgermeister von Cuxhaven
- Volker Herres (* 1957), Fernsehjournalist und Programmdirektor des ARD-Gemeinschaftsprogramms „Das Erste“
- Peter Hertel (* 1958), Schachmeister
- Heinz Burghardt (* 1958), Synchronregisseur und Dialogbuchautor
- Olaf Kraemer (* 1959), Autor
- Olaf Hiort (* 1961), Mediziner und Hochschullehrer
- Jens Braband (* 1962), Mathematiker und Sicherheitsforscher
- Thomas Kaufmann (* 1962), Kirchenhistoriker
- Jochen Fraatz (* 1963), DHB-Spieler u. a. in der deutschen Handballnationalmannschaft
- Brage Bei der Wieden (* 1963), Archivar und Historiker
- Christoph Müller-Meinhard (* 1964), Flottillenadmiral der Marine der Bundeswehr
- Gunnar Sauer (* 1964), Fußballprofi
- Onno Groß (1964–2016), Meeresbiologe
- Uwe Santjer (* 1965), Heilpädagoge und Politiker (SPD), seit 2019 Oberbürgermeister von Cuxhaven
- Knut Henkel (* 1965), Hochschullehrer und Wirtschaftswissenschaftler
- Fritz Güntzler (* 1966), Politiker (CDU)
- Knud Kohr (* 1966), Schriftsteller
- Thomas Lambrecht (* 1966), Basketballspieler
- Sandra Keck (* 1967), Sängerin, Regisseurin, Schauspielerin und Autorin
- Michael Spleth (* 1967), Hörfunkmoderator, Sprecher und Musiker
- Hauke Kenzler (* 1969), Archäologe
- Volker Neumüller (* 1969), Musikmanager und ehemaliges DSDS-Jurymitglied
- Oliver Ebken (* 1971), Politiker (SPD)
- Kristian Kersting (* 1973), Professor
- Daniel Schneider (* 1976), Politiker (SPD)
- Alexander Fechner (* 1977), Comiczeichner, Designer und Illustrator
- Hilly Martinek (* 1977), Drehbuchautorin und Autorin
- Vanida Karun (* 1979), Schauspielerin
- Thiemo Röhler (* 1979), Rechtsanwalt und Politiker (CDU)
- Constantin Schreiber (* 1979), Journalist und Bestsellerautor
- Wiebke Binder (* 1980), Journalistin
- Christoph Frauenpreiß (* 1984), Politiker (CDU)
- Lars Friedrich (* 1985), Handballspieler
- Timo Januschewski (* 1985), Musiker der Band Loz Tinitoz
- Lasse Weritz (* 1986), Politiker (CDU)
- Tobias Reinkemeier (* 1987), Pokerspieler
- Julia Carstens (* 1989), Politikmanagerin und politische Beamte (CDU)
- Lena Petermann (* 1994), Fußballspielerin
- Hendrik Gruhn (* 1994), Basketballtrainer
- Thorben Döding (* 1999), Basketballspieler
- Kilian Brockhoff (* 2004), Basketballspieler

### Personen, die mit Cuxhaven in Verbindung stehen
- Hinrich Sillem (um 1545–1615), Kaufmann und hamburgischer Amtmann in Ritzebüttel
- Barthold Heinrich Brockes (1680–1747), Schriftsteller und Dichter, hamburgischer Amtmann in Ritzebüttel
- Carsten Niebuhr (1733–1815), Arabienforscher aus Lüdingworth
- Reinhard Woltman (1757–1837), Wasserbauingenieur
- Amandus Augustus Abendroth (1767–1842), hamburgischer Ratsherr und Bürgermeister, zeitweilig Amtmann in Ritzebüttel, Gründer des Seebads
- Johann Georg Repsold (1770–1830), Feinmechaniker und Gründer der berühmten Werkstatt für astronomische Instrumente, wirkte im Amt Ritzebüttel, nach ihm wurde die Repsoldstraße in Cuxhaven benannt
- Andreas Christian Wolters (1770–1827), Jurist und hamburgischer Amtmann in Ritzebüttel
- Friedrich Sieveking (1798–1872), Jurist und hamburgischer Amtmann in Ritzebüttel
- Gustav Heinrich Kirchenpauer (1808–1887), Jurist, Journalist, Amtmann in Ritzebüttel, später Erster Bürgermeister von Hamburg
- Wilhelm Laage (1868–1930), Maler und Holzschnitzer, von 1904 bis 1908 in Cuxhaven-Altenwalde
- Albert Hinrich Hussmann (1874–1946), Bildhauer aus Lüdingworth (Porzellanmanufaktur Fürstenberg)
- Greten Handorf, geb. Rohwer (1880–1944), Reederin in Cuxhaven, einziger weiblicher Reeder der damaligen Zeit in Deutschland
- Joachim Ringelnatz (1883–1934), Schriftsteller, Kabarettist und Maler
- Anna Strohsahl, geb. Franze (1885–1953), erste SPD-Ratsfrau
- Wilhelm Heidsiek (1888–1944), Politiker (SPD), MdHB und Widerstandskämpfer
- Karl Alexander (1890–1940), Fischdampferkapitän, Opfer der NS-Herrschaft, nach ihm wurde die Cuxhavener Kapitän-Alexander-Straße benannt[63][64]
- Karl d’Angelo (1890–1945), Polizeidirektor in Cuxhaven 1939–1943
- Conrad Hermann Eduard Klemke (1891–1952), Mechaniker, Kunstmaler, Graphiker, Zeichner, er wirkte von 1940 bis zu seinem Tode in Cuxhaven[65]
- Karl Waller (1892–1963), Heimat- und Vorgeschichtsforscher des Elbe-Weser-Raumes
- Hans Beimler (1895–1936), Politiker (KPD), Reichstagsabgeordneter
- Albert Rodegerdts (1898–1973), Kreisleiter NSDAP
- Arno Pötzsch (1900–1956), evangelischer Pfarrer, Schriftsteller, Lyriker und Dichter von Kirchenliedern
- Robert Schormann (1906–1962), Politiker (NSDAP), in Cuxhaven verstorben
- Gerhard Zucker (1908–1985), Geschäftsmann und Raketentechniker
- Hans-Joachim Wegener (1911–1993), Politiker (CDU), MdL
- Claus Hehner (1923–1986), Architekt, Einhandsegler und Buchautor
- Hermann Rauhe (* 1930), Musikwissenschaftler und Musikpädagoge
- Helge Bei der Wieden (1934–2012), Gymnasiallehrer und Historiker
- Wolf von Lojewski (* 1937), deutscher Fernsehjournalist und Sachbuchautor, lebte nach 1945 zeitweilig in Cuxhaven-Altenbruch
- Arno Schreiber (* 1938), Verwaltungsbeamter, ehem. Stadtdirektor von Cuxhaven
- Günther Fielmann (1939–2024), Gründer der Fielmann AG mit erster Filiale in Cuxhaven
- Peter Fischer (1941–2019), Politiker (SPD)
- Kralle Krawinkel (1947–2014), Gitarrist
- Kai-Uwe Bielefeld (* 1954), Verwaltungsbeamter und Politiker (parteilos)
- Ulrich Eggers (* 1955), Journalist, Publizist, evangelischer Theologe und Pastor
- Hans-Christian Biallas (1956–2022), Politiker (CDU) und Theologe
- Jürgen Sonnentheil (* 1961), Kirchenmusiker
- Stefan Wenzel (* 1962), Politiker (Bündnis 90/Die Grünen), Parlamentarischer Staatssekretär
- Enak Ferlemann (* 1963), Politiker (CDU)
- Christian Berg (1966–2022), Schauspieler, Autor, Regisseur
- Jochen Bendel (* 1967), Radio- und Fernsehmoderator, lebt in Cuxhaven
- Finn-Ole Heinrich (* 1982), Autor und Filmemacher

## Sagen und Legenden
- Die Nixe und der Ritter
- Die Alte Liebe
- Annegret und Enno
- Der Teufel in der Elbe
- Vom goldenen Sarg in der Franzenburg
- Der Hammer in Lüdingworth
- Bumann Boje
- Vom Teufel im Talar
- Das schwarze Tier in Lüdingworth
- Die beiden Turmspitzen von Altenbruch
- Der Altarschrein zu Altenbruch
- Von der Zehntfreiheit des Westerteiles in Altenbruch
- Vom Ursprung des Namens Poitlangenteil
- Der starke Goos
- Der Fluch der Bettlerin
- Die Kobolde bei der Feuerstätte
- Der gebannte Dieb
- Der Schädel in der Warningsackermühle
- Der Alte im Westermoor
- Die Ente in der Butter

(Quelle unter:)